# 遍路道
遍路道（へんろみち）は、四国霊場において霊場間を繋ぎ、巡礼者（「お遍路」）が歩く道を言う。
四国八十八箇所の札所間だけではなく、番外霊場（四国別格二十霊場を含む）や新四国曼荼羅霊場、四国三十三観音霊場へつながる道も含まれる。狭義には「歩き」でしか通れない道を呼ぶことがある。また、小豆島霊場の歩行者のみが通る巡礼道、篠栗霊場の巡礼道も遍路道という。一般的には車道として整備された道も含むが、車やオートバイ・自転車などを使った遍路が狭義の遍路道を迂回するために通行する道路で、歩き遍路が使わない道は遍路道とは呼ばない。また、空海が通ったとみられる本来の道を旧遍路道というが、崩れたり藪化したりして通れなくなったり、新しく近い道ができた為にほとんどの巡礼者が通らなくなった道を旧遍路道という場合もある。

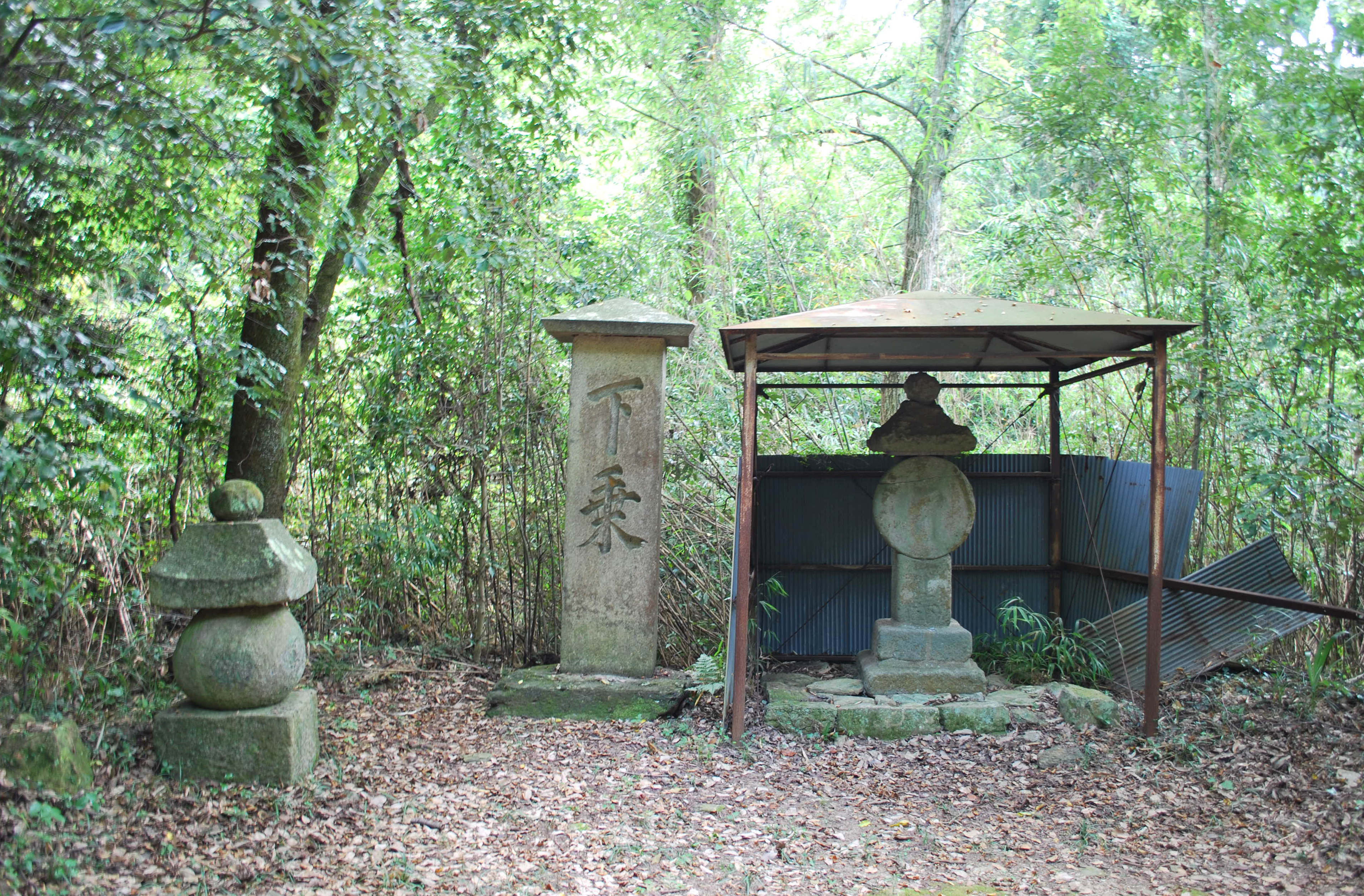
讃岐遍路道 根香寺道（史跡）の摩尼輪塔（県指定文化財）と下乗石

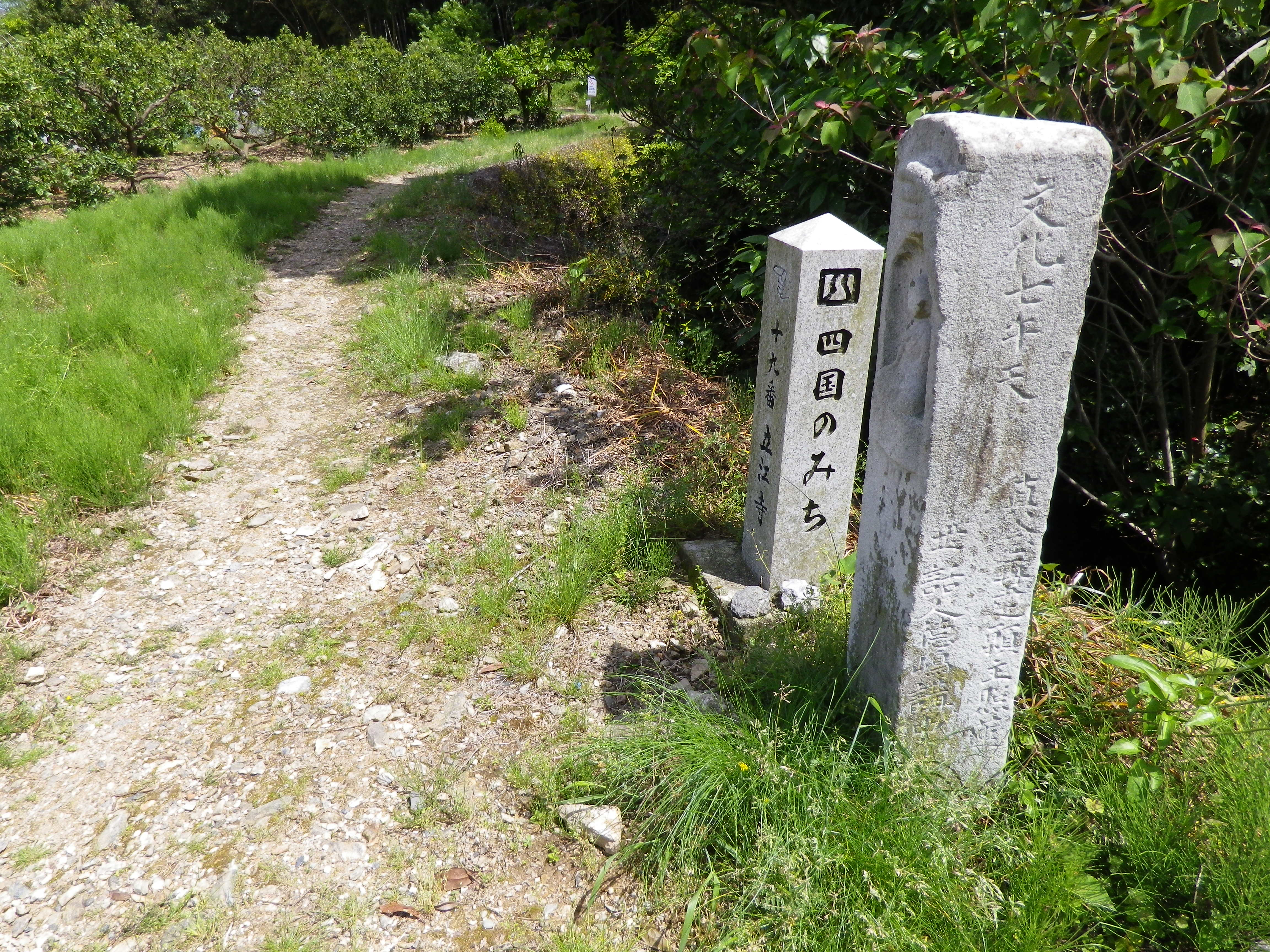
阿波遍路道 立江寺道（史跡）の遍路道標と四国のみち道標

## 歴史
奈良時代には修験道の修行者や、聖と呼ばれる民間宗教者が四国の辺地を訪れて修行をしていた。これが四国遍路の祖形だという説があるが、この人々が歩いた道が現在の遍路道につながるかどうかは不明である。四国霊場を開いたとされる空海（弘法大師）の入定以後、その修行の跡を辿って平安時代末頃から真言宗の僧が四国を回るようになる。当所は四国各地の寺院や神社、弘法大師の霊跡などをそれぞれが独自に巡っていたため道筋は一定ではなかったであろうが、僧の修行のための四国巡礼が確立されるに従って通る道がある程度固定化し、現在のように四国霊場を結ぶ経路ができていったと考えられる。
江戸時代になって社会が安定し、西国や坂東と共に四国霊場にも庶民による巡礼が一般化しはじめ、智積院の僧澄禅が承応2年（1653年）に巡拝した記録『四國辺路日記』の中に阿波の海部で世間流布の日記を買ったことが記されているように、遍路のための案内書が出版されるようになっている。そして、20回以上四国霊場を巡ったとされる僧真念が貞享4年（1687年）に大坂で刊行した『四國邊路道指南』（しこくへんろみちしるべ）が現存する最初の出版されたガイドブックで、さらに、現存する書物の中で初めて八十八箇寺の札所番号を記載し、１番札所から順に記述している（真念自身は八十八番の次第は、何時、誰が定めたのか定かではないと記述している）。真念は四国八十八箇所を巡るのに合理的な経路を示し、自らが建てた道標石（しるしいし）を紹介して遍路への便宜を図っている。記事中に紹介された道標石は30箇所程度しかないが、総数では二百余か所に建てられたという。この道標石は遍路道の固定化を進めたものと考えられる。西国や坂東の札所が必ずしも札所番号の順番に並んでおらず、最短距離で巡礼するには順不同にならざるをえないのに対して、四国霊場では札所の番号順に進むことで一部を除いて一本の線となり、四国を環状に結ぶようになっているのは札所が計画的に決められたものと推測される。
遍路道が固定化したとはいえ、新たに近道やより歩きやすい道ができると人々はそちらを歩くようになる。明治以降はトンネルや橋梁の建設などによる道路の付け替えも進み、遍路道も大きく変遷していった。現在では一部の山岳寺院への登山道などを除き、多くが国道や地方道に編入され舗装道路となっている。ただし、近年になって歩き遍路の愛好者が増えたことで、廃れていた旧遍路道を再整備する動きが興り、「へんろみち保存協力会」やロータリークラブ等の団体や地元の有志、地方公共団体などにより、峠道などでいくつかの遍路道が復元・整備されている。

## 遍路道の起点
四国八十八箇所霊場は環状になっているため、遍路はどこから始めてもよいとされている。従って遍路道の起点というものは考える必要はない。四国在住の遍路は最寄りの札所から、岡山方面からの遍路は多度津港や丸亀港に上陸し善通寺から、広島方面や九州からの遍路は松山港に上陸し太山寺から、また、八幡浜港に上陸し明石寺からと様々で、実際に大正7年6月4日熊本を出発した高群逸枝は7月14日八幡浜港に上陸し翌日明石寺に向かい逆打ちをしている。しかし、関西以東方面からの遍路が多く、また、案内書が一番札所の霊山寺から順に紹介するようになってからは、一という数字に引かれること、四国八十八箇所は弘法大師が密教の曼荼羅の世界を四国に投影したという思想によって、阿波を発心の道場、土佐を修行の道場、伊予を菩提の道場、讃岐を涅槃の道場と呼ぶのでその順番に引かれること、などの点からも一番札所から始める遍路が圧倒的に多かったと考えられ、さらに現代は容易に一番札所まで移動できる為どこ在住の人でも一番からスタートする遍路が多い。そして、近代以前は大坂方面からの遍路のほとんどは淡路島を経由して岡崎港（鳴門市撫養町岡崎）へ上陸し撫養街道を通って一番札所の霊山寺へ向かったことを考えると、遍路道の起点を鳴門市の岡崎港と考えることもできたが、今は本四連絡橋で直接一番札所へ到着するので、霊山寺境内にある発心の門が起点と云わざるを得ない。

## 現在の遍路道

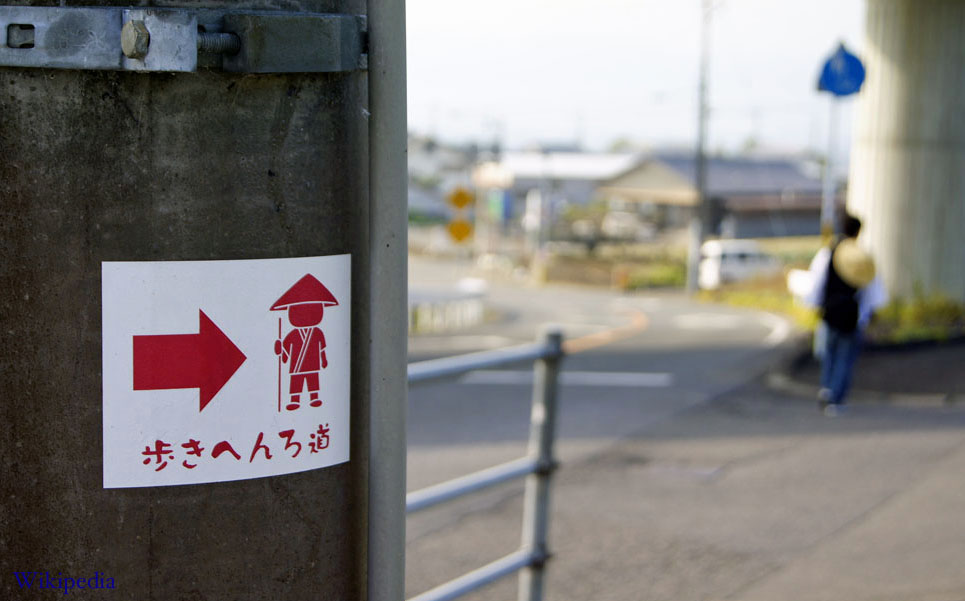
遍路道シールの一例

四国霊場のうち四国八十八箇所の札所寺院を結ぶ一般的な遍路道の現状は次の通りである。ここでは旧国名で区分しているが阿波国と徳島県、土佐国と高知県、伊予国と愛媛県、讃岐国と香川県の範囲は一致していて、阿波遍路道・土佐遍路道・伊予遍路道・讃岐遍路道となり、さらに、小区分される、各遍路道の名称の付け方は、その道の先にある札所の名前を冠にする前例にしたがっている。なお、ここでの画像は特段の断りが無い限りその先の札所に向かって撮っている。
遍路道には、へんろ文化を守る活動をしているNGOの「へんろみち保存協力会」その他の団体や地元自治体によって、歩き遍路のために遍路道標識・遍路道札・遍路道シールなどの誘導表示が設置されている。これらの表示に従えば迷う心配は少ない。ただし市街地では札所の順番（1番側から88番側）方向にしか設置されていないので逆順で回る場合には見つけるのが難しい。登山道やハイキングコースを兼ねている道には距離表示のある標識が設置されている所が多いが、まれに前後の標識で距離に矛盾がある場合がある。
国土交通省および環境省によって「四国のみち」が設定されている。その6割は遍路道と一致しているが、中には大きく離れる区間もある。遍路道の沿道に「四国のみち」の石標も数多く建てられ、札所までの方向と距離が表示されているが、遍路道と不一致の場合かなりの遠回りになる場合がある。
道路標識にも札所への方向と距離が表示されているものがある。これらの標識は車両が通行できる経路や札所の駐車場へ向かうための方向と距離が表示されているので、歩き遍路がこれに従うと遠回りになる場合が多いので注意が必要である。

### 阿波の遍路道
1番霊山寺まで現在では、ＪＲ坂東駅または鳴門西高速バス停から1番霊山寺まで歩きスタートする遍路が多い。
発心の道場（1番（霊山寺から23番薬王寺および海陽町宍喰浦まで）

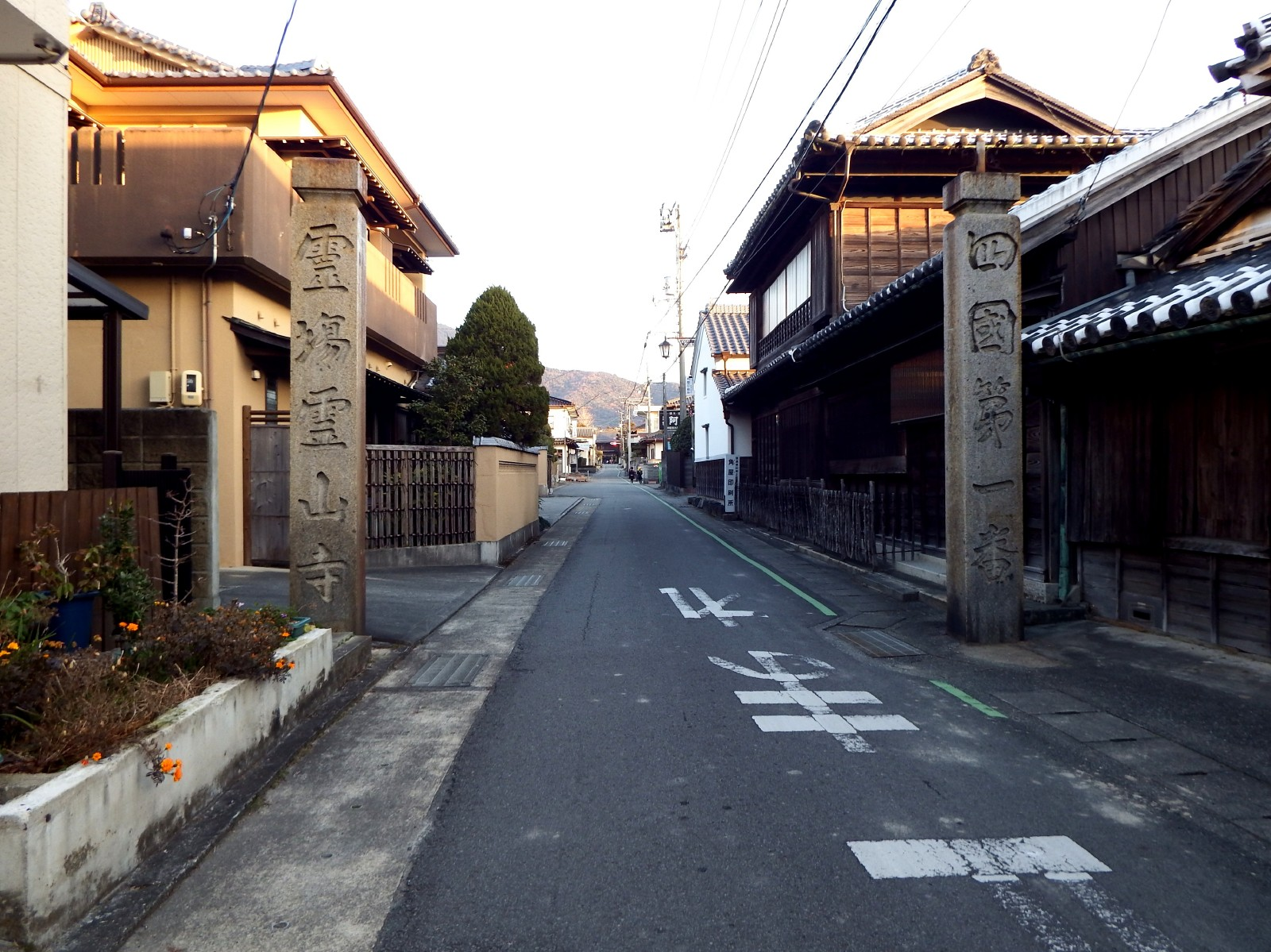
霊山寺の山門の前の石柱

1番霊山寺門前を通る徳島県道12号鳴門池田線を西進するのが近道だが、これを横断して直進し突き当たった道が撫養街道である。振り返ると「四国第一番」「霊場霊山寺」の石柱も立っている。西に1km程行くと三叉路の左側の道に「四国第二番」の石柱門があるので、そちらへ入るとまもなく2番極楽寺である。門前の駐車場西側からの細道が遍路道で、墓地の中を通って旧道へ下りる。板野ICへの取り付け道路のを潜り変電所を過ぎると3番金泉寺である。商店が並ぶ板野の市街地を通り高徳線の踏切を渡ってしばらく行くと徳島自動車道の高架を潜る。この先は丘の麓を歩く那東の遍路道で、3番奥の院の「愛染院」に出る。民家の庭先を通る細道などを行き再び自動車道の高架を潜ると黒谷の遍路道で、小高い丘を越える。舗装道に出て北進すると徳島県道・香川県道34号石井引田線に合流し、まもなく4番大日寺である。
県道を南下し自動車道を潜る手前で細道に入って少し歩くと5番地蔵寺奥の院である「羅漢堂」の前に出る。山門前から参道を南下、突き当りを西に折れ緩やかな起伏のある旧道を歩く。県道12号線も沿っていて、距離は若干短めである。県道の板野から鍛冶屋原までは旧国鉄鍛冶屋原線の線路敷が使われている。鍛冶屋原の市街地を過ぎるとやがて6番安楽寺に着く。7番十楽寺までは1km余りで近い。
7番から西進し徳島県道139号船戸切幡上板線と交差し御所大橋を渡る。3kmほどで右に自動車道の高架が近づいてきたら標識に注意して右の細道に入ると、正面に8番熊谷寺の大きな山門が見えるが本堂はまだ300m先である。山門下まで戻って県道139号線を歩き、標識に沿って左に進む。田園風景の向こうに9番法輪寺を囲む森が見えてくる。門前より南側の道を西に向かうと再び県道139号線に突き当たり、秋月を過ぎて遍路用品店の看板が見えたら右折し10番切幡寺への参道に入る。比較的平坦なここまでが「阿波の十箇所巡り」の区間である。

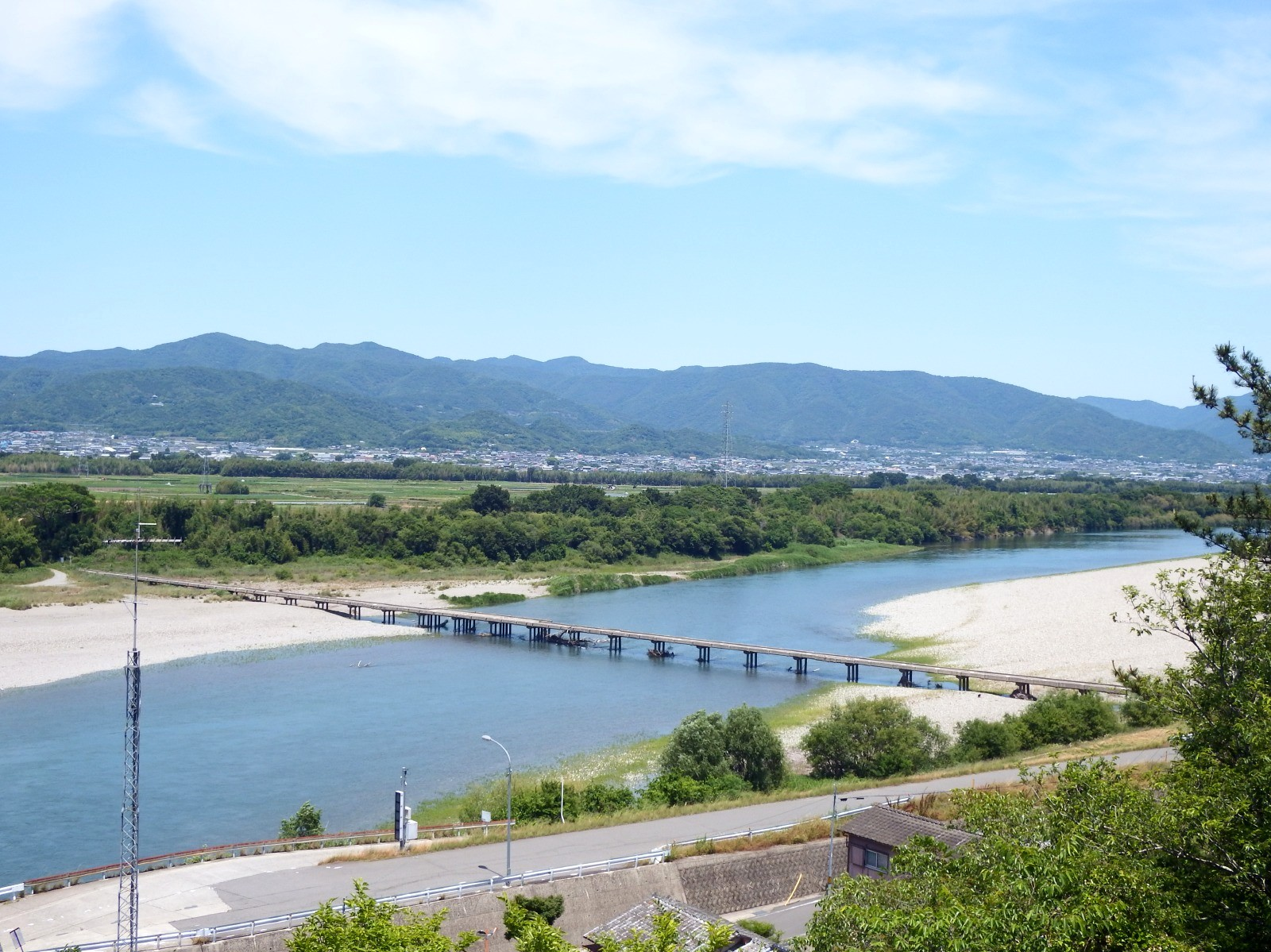
川島橋を川島公園の岩ノ鼻展望台から振り返る

10番下から徳島県道237号切幡川島線で南下、約3kmで吉野川がある。堤防を越えて潜水橋を渡ると田が広がる中州の善入寺島である。もう1つ潜水橋の川島橋を通って対岸に渡る。遍路道標識に従って徳島県道240号西麻植下浦線に入り、飯尾敷地から路地を進むとまもなく11番藤井寺である。

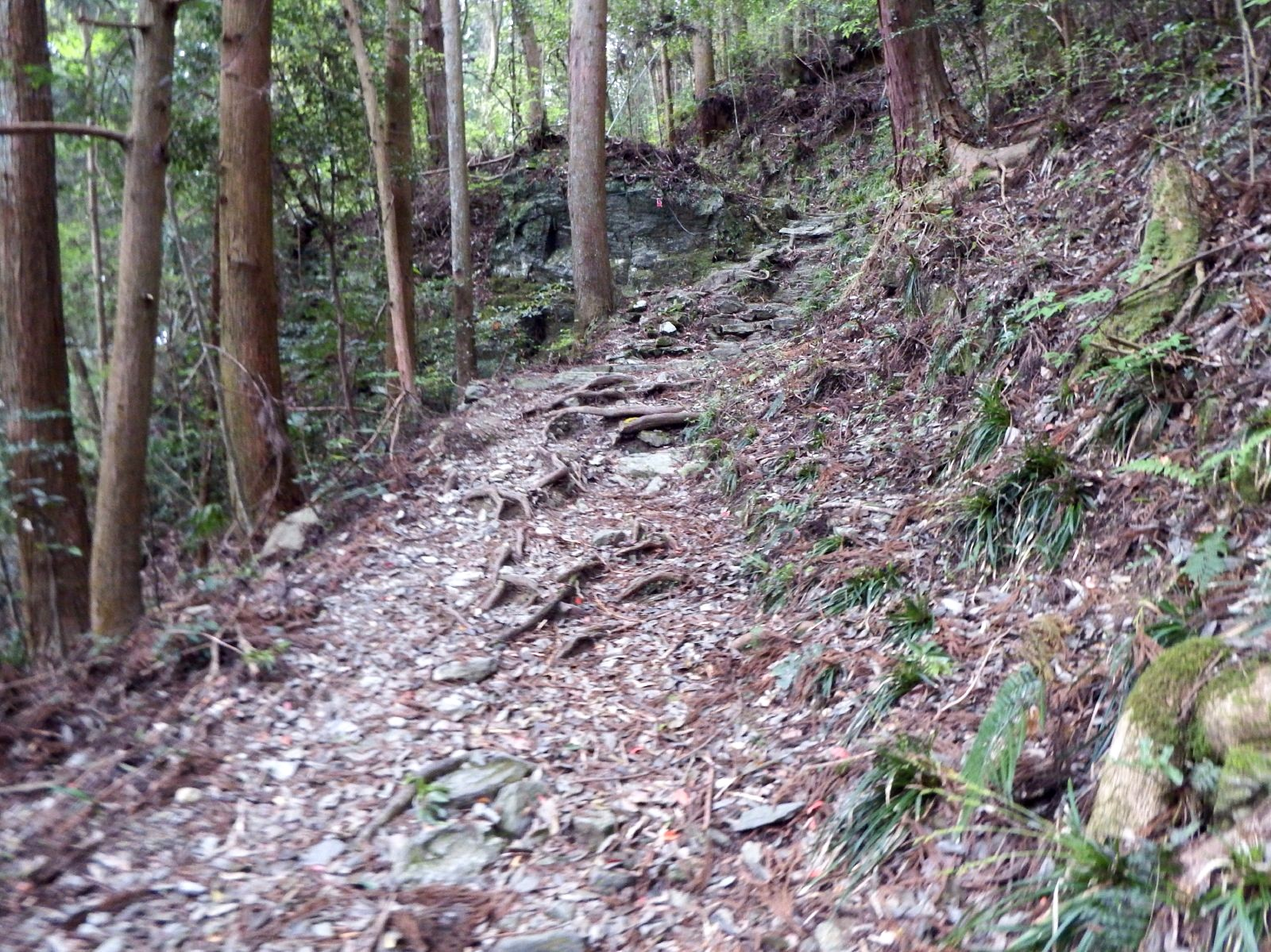
焼山寺道（史跡）

遍路にとって焼山寺道と呼ばれる最初の難関が始まる。40mの11番藤井寺の裏から続く山道には八十八箇所の本尊を映した祠が並ぶ。登りがしばらく続き、3.2kmで標高440mの長戸庵がある。次の3.2kmは、標高500m前後の尾根道を進んで0.4kmの間に標高580mから500mまで下る。水場のある柳水庵である。この先で標高480mまで下って徳島県道245号二宮山川線と交差した後1.1kmの間に標高580mまで上り、道はさらに急になって0.9kmで標高745mの浄蓮庵（一本杉庵）に着く。ここから急な下りとなり1.6kmで一気に標高450mの左右内（そうち）集落に入る。標高400mまで下り左右内谷川を渡ると最後の上りとなって2.5kmで標高700mの12番焼山寺に着く。
下りも急な遍路道である。杖杉庵（じょうしんあん）までの1.8kmで標高差260m、鍋岩まで1.6kmでさらに200m下る。鍋岩から大きく分けて2つの経路がある。1つは徳島県道43号神山川島線、国道438号で神山町役場前を経由し徳島県道21号神山鮎喰線に入るもの。1つは玉ヶ峠遍路道に入り、山村集落を結ぶ坂道を下って徳島県道20号石井神山線に入り、鮎喰川に沿って進み広野で県道21号線に合流するものである。こちらのほうが距離は5kmほど短いが、玉ヶ峠遍路道は2km足らずで200m余り上るため11番から登ってきた足にはかなり厳しい道である。広野からは7km余りで13番大日寺である。
境内地のすぐ東側から県道を逸れて遍路道を行き、一宮橋で鮎喰川を渡る。2.3kmで14番常楽寺である。15番国分寺、16番観音寺、17番井戸寺までそれぞれの区間距離は0.8 km、1.8 km、2.8kmと、13番からは、長かった11番からの道のりとは逆に立て続けに札所がある。「阿波の五箇所巡り」と呼ばれる区間である。
17番のある徳島市国府町からこの後歩く国道55号に出るのにも2つの経路がある。1つは徳島県道30号徳島鴨島線、徳島県道・香川県道1号徳島引田線、国道192号を歩き、佐古から旧讃岐街道と国道438号で中心市街地を抜け、二軒屋駅付近から東へ折れて国道55号へ出るもの。もう1つは県道30号線の中鮎喰橋から鮎喰川に沿って南下し徳島県道203号鮎喰新浜線に入り、途中に地蔵越遍路道を歩き国道55号に出るものである。国道を5km余り歩き小松島市芝生町で西に逸れるとまもなく18番恩山寺の入り口に着く。18番からは参道を下らずに駐車場からの舗装道路を下りてくると源義経ゆかりの弦巻坂・弦張坂の遍路道がある。この先で徳島県道136号宮倉徳島線に入り、立江川に架けられた朱塗りの白鷺橋を渡ると正面に19番立江寺がある。
再び白鷺橋を渡って徳島県道28号阿南小松島線、徳島県道22号阿南勝浦線、徳島県道16号徳島上那賀線を通って勝浦町生名へ出る。ここから急な山道を2.9km上ると標高500mの20番鶴林寺に着く。下りの遍路道は山門に戻らずに本堂への石段の上り口にある手洗の右を下っていく。山道を2km余りで460m下ると那賀川沿いの大井に着く。水井橋を渡ってから若杉谷川に沿って緩やかに上っていくが標高180mの登坂口からは1.3kmで250m上る急坂を進み、上り切っても境内まで0.4kmは坂が続く。

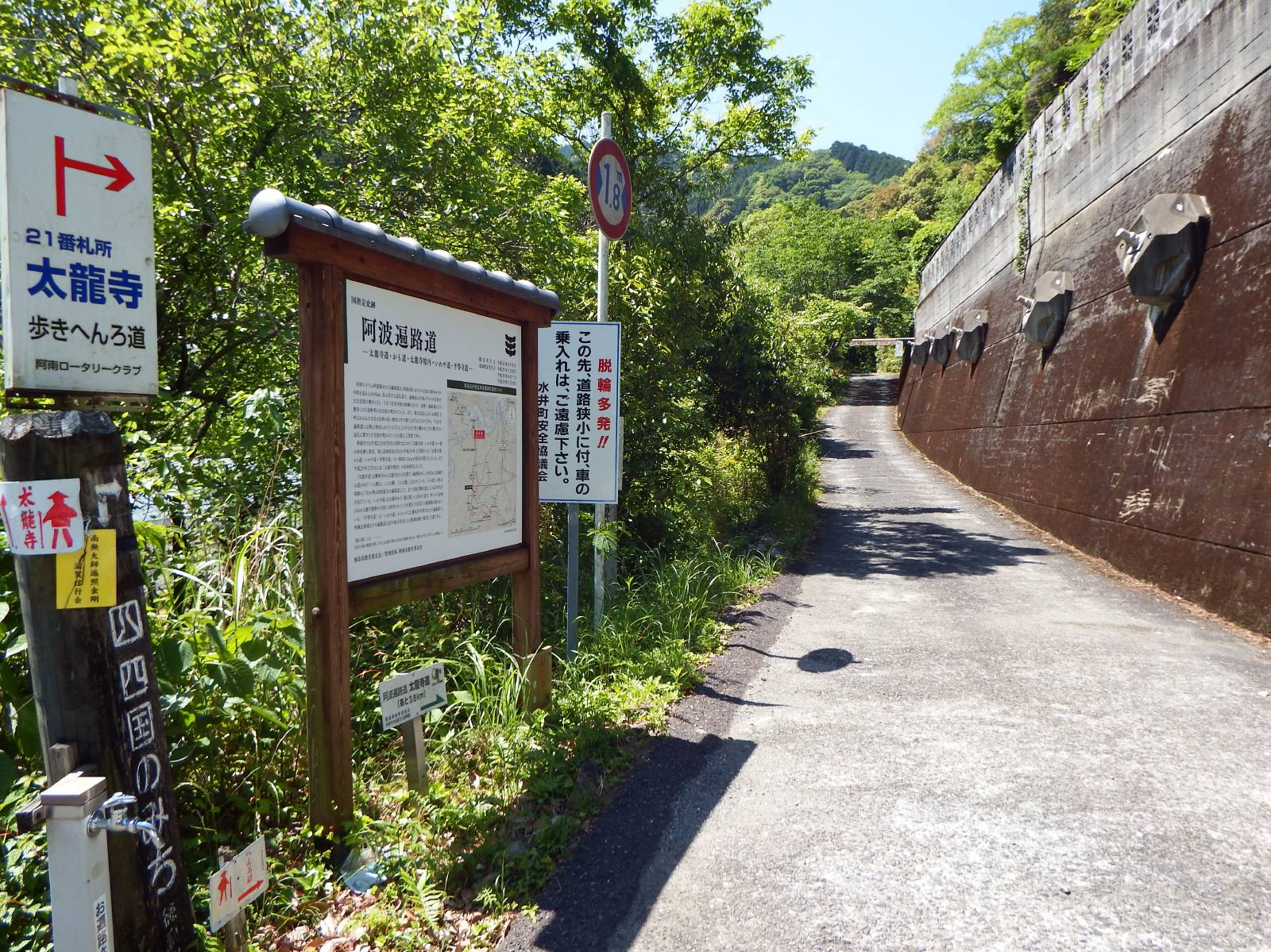
太龍寺道（史跡）の後半の最初

21番太龍寺から普通は自動車駐車場からの急な舗装道を3.9km下って徳島県道28号阿南小松島線に接続し国道195号の通る阿南市阿瀬比町へ出るが、空海が修行をしたという舎心ヶ嶽に上ってから山道を下り持福院を通って国道195号の那賀町中山付近に出て阿瀬比に向かう経路もある。ただし、後者は歩く人が少なく一部危険な箇所があるということである。阿瀬比から標高約250mの大根峠（おおねとうげ）を越えると22番平等寺である。

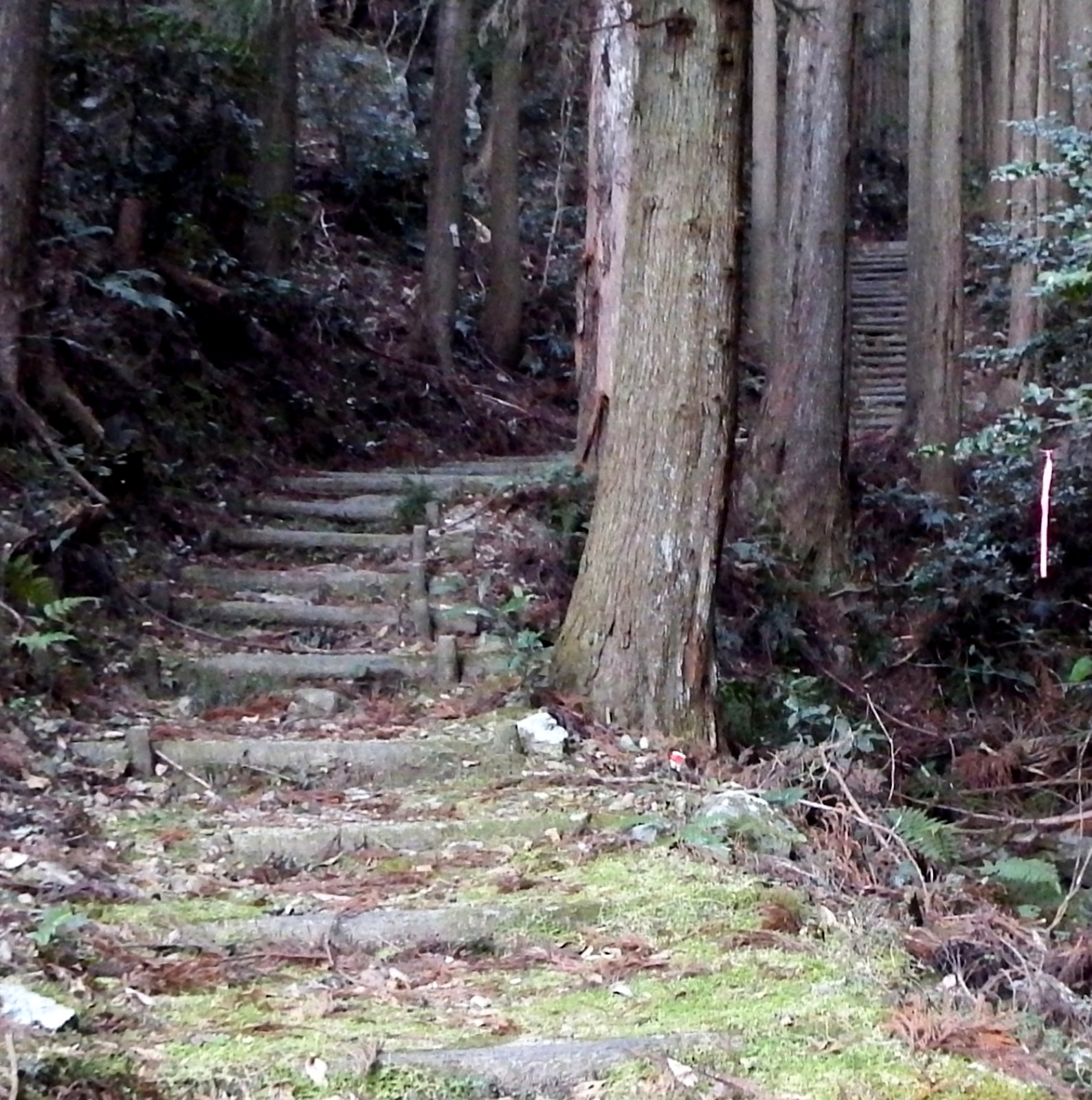
大根峠（史跡）の急峻な土居木階段

22番平等寺から月夜の集落を過ぎて阿南市福井町鉦打で国道55号に出た後23番薬王寺までは、阿南市福井町からそのまま国道を進むか、2km程距離は伸びるが景色がよい美波町由岐市街地を通るかの2つの経路がある。
23番薬王寺から24番最御崎寺（ほつみさきじ）までは75km余り。およそ35km先の海陽町宍喰浦で阿波国は終わり土佐国に入る。すべて国道55号を歩くのが最短距離であるが、途中には峠越えの遍路道や旧道もある。
補足
昭和初期までは淡路島から現在の鳴門市にある岡崎港へ上陸した遍路が撫養街道を通って一番札所まで歩いたので、この間も阿波の遍路道に含めるべきとも考えられる。その経路は現在の徳島県道12号鳴門池田線にほぼ一致し、距離は約12kmである。この途中には1番霊山寺奥の院の東林院（種蒔大師）や一番前札と言われる番外霊場の十輪寺があるため、鳴門線の阿波大谷駅や高速バス停留所の高速鳴門からこの道を歩いてくる遍路がいる。

### 土佐の遍路道
修業の道場（東洋町甲浦（かんのうら）から24番最御崎寺乃至39番延光寺および宿毛市まで）

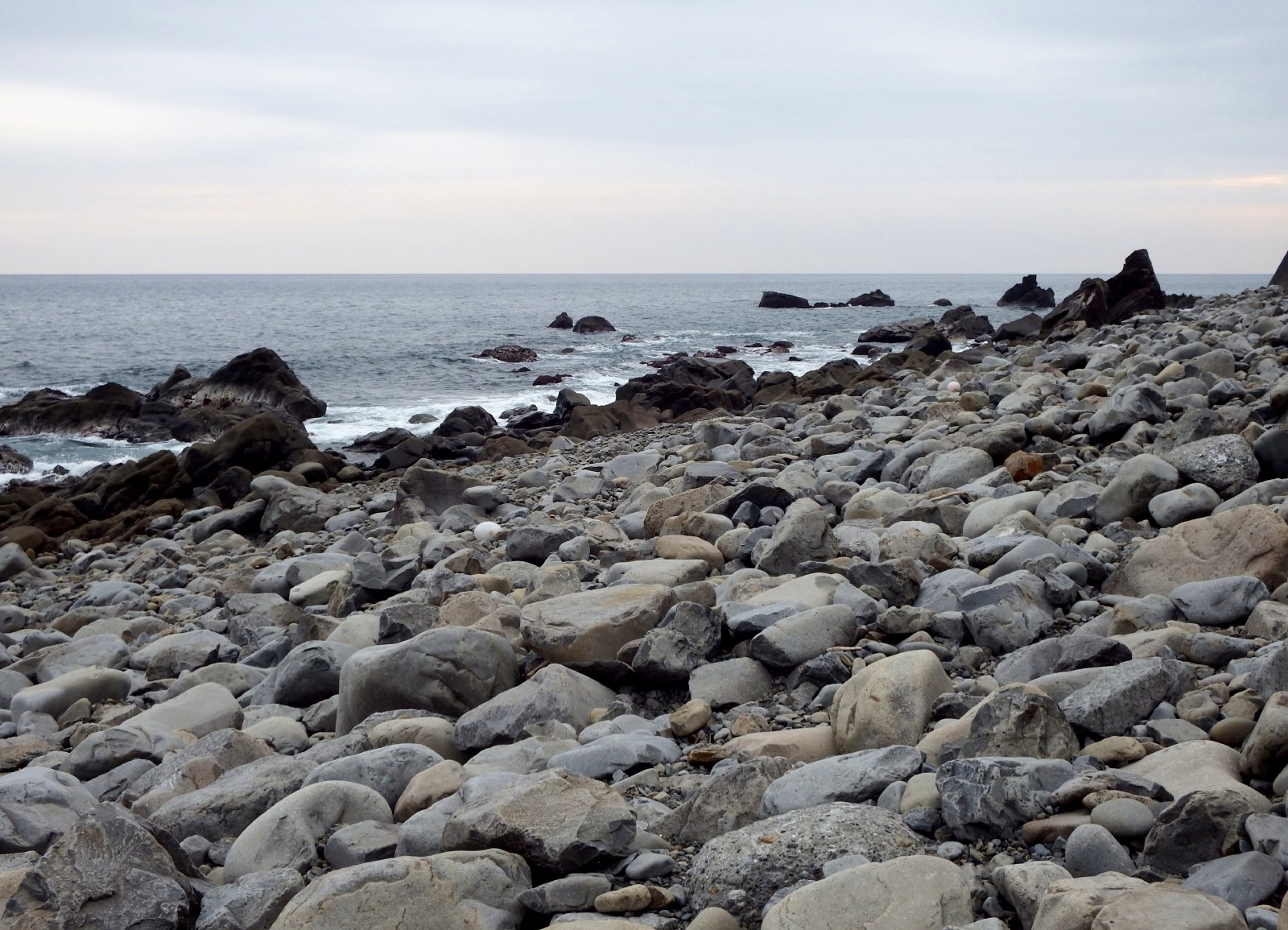
この辺りは道ができる以前は海岸が道であった

甲浦からもひたすら国道55号に沿って歩く。東洋町野根の伏越ノ鼻から室戸市入木（いるき）までの9km余りはまったく人家がない区間である。室戸岬までの間は宿のある場所がかなり限定され、歩き遍路にとっては過酷な区間ともいえる。旧道がある区間は国道をそれて歩くことができる。
24番最御崎寺から室戸スカイラインのヘアピンカーブを下って海沿いの国道55号へ出る。25番津照寺は室戸市街地の小高い丘の上にある。次の26番金剛頂寺までは比較的距離が短いが、その先27番神峯寺および28番大日寺までは距離が長い。この間も大半は国道55号に沿っているが、遍路道や旧道、防波堤道路、自転車道などがあり変化を求めることができる。
28番大日寺を出て物部川を戸板島橋で渡ると田園風景となる。29番国分寺から30番善楽寺までの前半は自治体が整備した散歩道があり快適に歩ける。31番竹林寺手前までは市街地であるが、五台山への登り道は昔からの遍路道である。この道は最後に高知県立牧野植物園に入るが歩き遍路は無料で通行できる。32番禅師峰寺側への下りは急な石段なので注意が必要である。
32番禅師峰寺から33番雪蹊寺の間には浦戸湾が深く切れ込んでおり昔から渡し舟があった。現在でもここには無料の県営渡船があり、海を渡る遍路道として親しまれている。乗り物にならず歩いて行きたい場合は少し遠回りになるが浦戸大橋を渡ることになる。
34番種間寺の前後はのんびりとした田舎道である。仁淀川大橋からは国道56号で、車優先の騒がしい道となる。高知自動車道土佐ICの手前から北に進み山へ上がっていくと35番清瀧寺である。

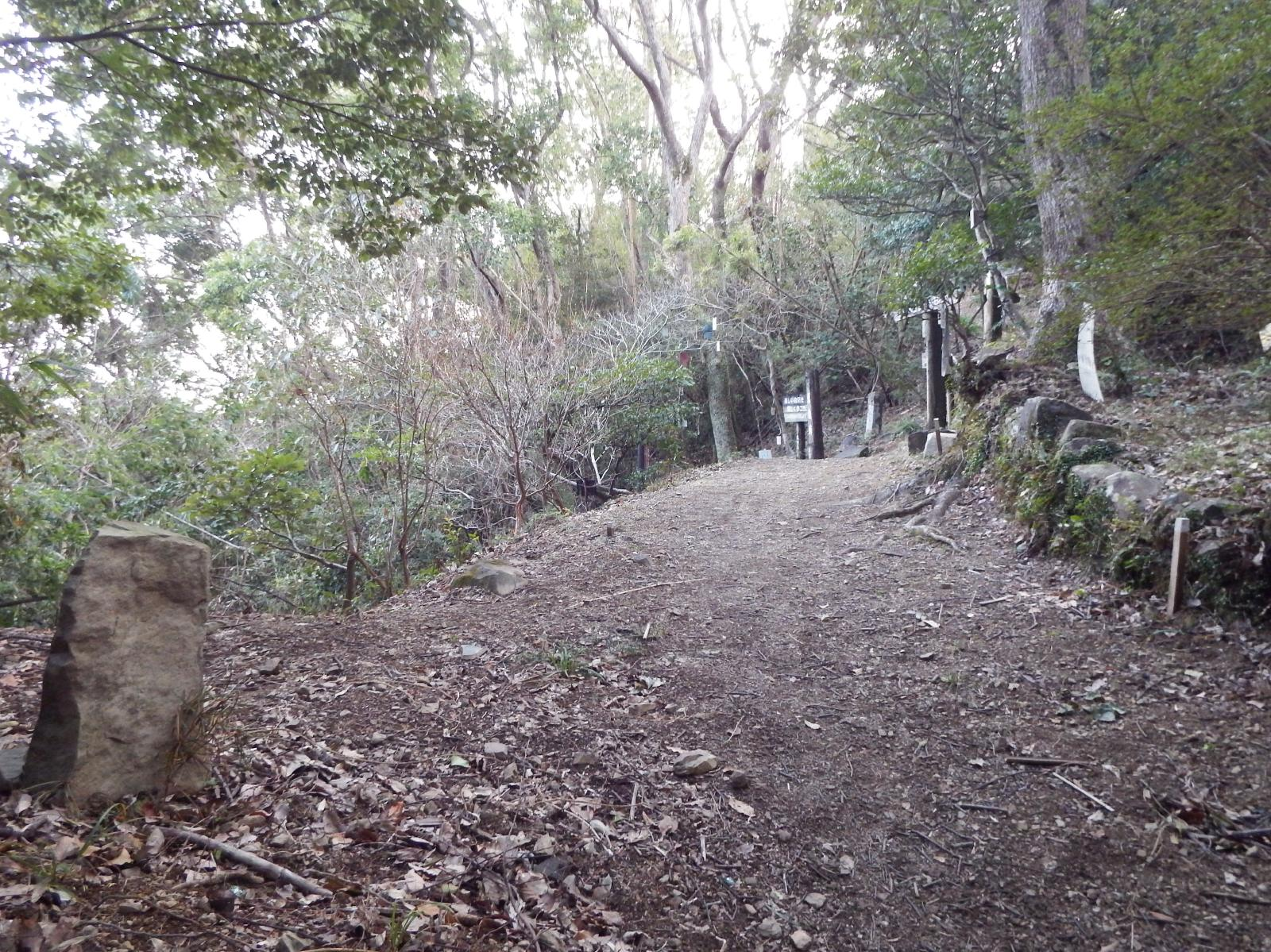
青龍寺道（史跡）の塚地峠

土佐市高岡の市街地まで同じ道を戻り、さらに北へ進むと塚地坂へ出る。ここから塚地峠を越えると海辺の町宇佐である。昔は渡し舟があった浦の内湾の入り口を宇佐大橋で渡り、横波スカイラインをしばらく進むと36番青龍寺の入り口である。
36番青龍寺から須崎市には経路が2つある。1つは横波スカイライン、浦の内西分、押岡を経由する道。もう1つは宇佐大橋まで戻り、浦の内湾の北を通って仏坂を経由する道であり、こちらが古い遍路道である。浦の内湾を縦断する巡航船 を利用する方法もある。この先37番岩本寺までは国道56号があるが、安和駅の先で焼坂トンネルを避けて焼坂峠を行く経路があり、土佐久礼駅の先は奥大坂遍路道または添蚯蚓遍路道を通り七子峠へ至る。

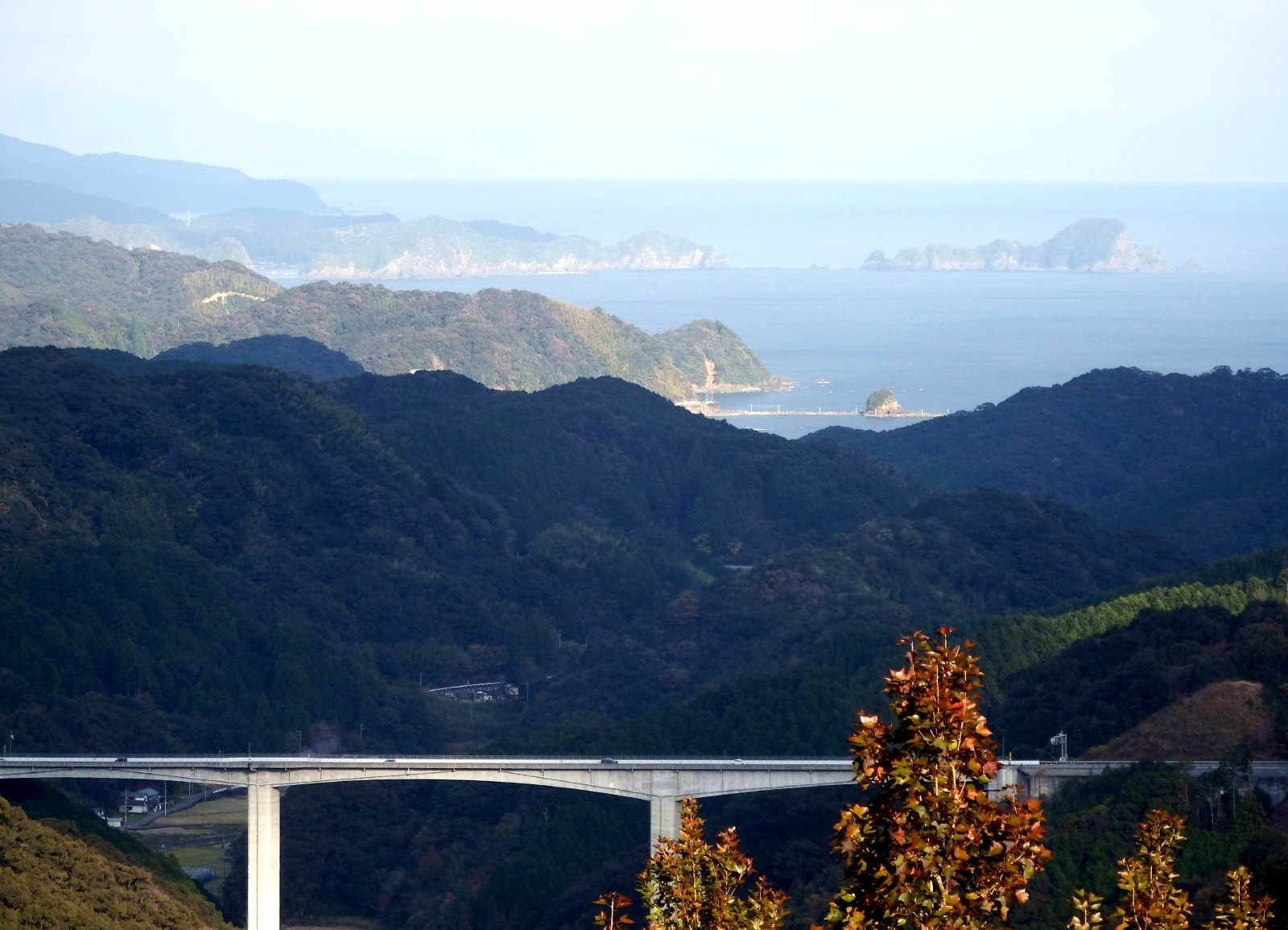
七子峠より振り返る

37番岩本寺から38番金剛福寺までは札所間の距離がもっとも長く、最短でも80km余りある。国道56号と国道321号に沿って土佐清水市以布利まで、その後高知県道27号足摺岬公園線を歩く。途中四万十町と黒潮町の町堺に片坂遍路道がある。黒潮町浮鞭の道の駅ビオスおおがた付近からは国道沿いではなく土佐西南大規模公園（大方地区）内を進むという選択肢がある。その先は高知県道42号中村下田ノ口線や農道を歩いて四万十大橋を渡り国道321号に入る。1,620mの新伊豆田トンネルを抜け、下ノ加江から海を望みながら久百々、大岐、似布利と進み、県道27号で足摺岬へ向かうが、久百々から途中ところどころに復元された旧遍路道があるため、そちらを歩くことができる。
38番金剛福寺から39番延光寺までは複数の遍路道がある。大きく分けると、往路で新伊豆田トンネルを抜けたあたりまで戻り高知県道46号中村宿毛線から三原村上長谷で林道へ入り地蔵峠遍路道を通る道、下ノ加江から高知県道21号土佐清水宿毛線で三原村役場付近を通り平田駅付近に出る道、足摺岬から半島の西側を通って国道321号に入り、月山神社、大月町、宿毛市を経由する道の三つである。
39番延光寺を出て、国道56号に沿って宿毛にいたる。宿毛の市街地を過ぎ宿毛貝塚から遍路道に入り、錦、小深浦、大深浦の集落を過ぎると松尾峠への上りにかかる。松尾峠が土佐と伊予の国堺である。

### 伊予の遍路道
菩提の道場（愛南町から40番観自在寺乃至65番三角寺および徳島県三好市まで）

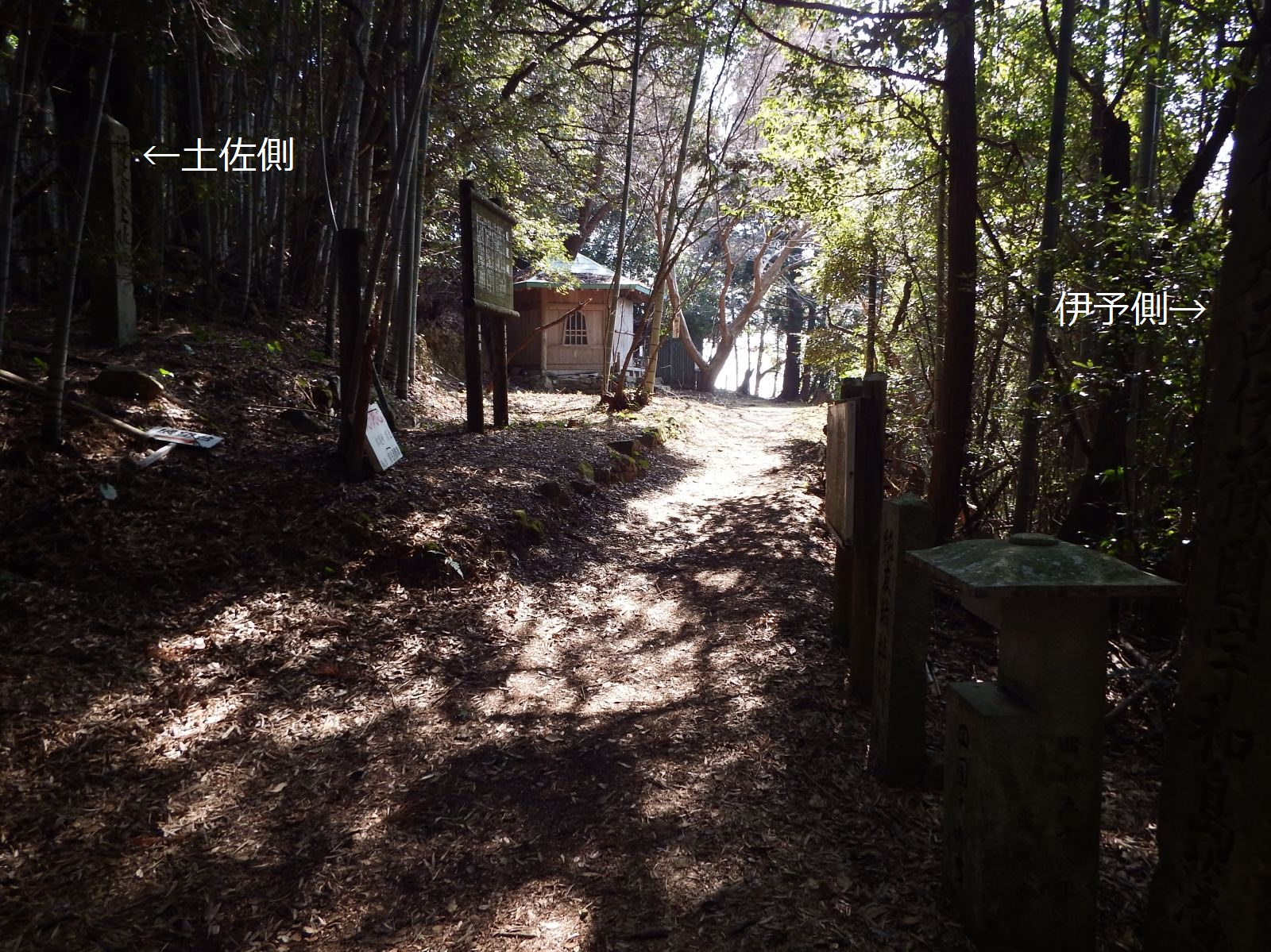
松尾峠（逆打ち方向より撮影）土佐側には「従是東土佐國」伊予側には「従是西伊豫國宇和島藩支配地」の石柱

松尾峠を下っていくと愛南町一本松である。ここから国道56号に沿って歩いても40番観自在寺に行けるが、愛媛県道299号一本松城辺線を進み僧都川沿いに歩くのが一般的である。
40番観自在寺を出るとしばらくは国道56号を歩く。愛南町柏からハイキングコースにもなっている柏坂越えの旧道があるが、そのまま国道を進んむという選択肢もある。両道は宇和島市津島町上畑地で合流する。その後は宇和島まで国道沿いを進むが、松尾トンネルを避け松尾峠の旧道を行く遍路道が地元の人々によって復元されている。北宇和島駅の先で愛媛県道57号広見三間宇和島線に入り窓峠を上る。務田駅付近から北上すると41番龍光寺である。
41番龍光寺の墓地を上がっていくと裏山を越える遍路道があり、愛媛県道31号宇和三間線に出る。2km程で42番佛木寺がある。さらに県道を進み松山自動車道の工事現場付近から旧道がある。いったん県道に合流した後、歯長峠遍路道に入る。初めの少しの区間は鎖場があるほどの急坂である。峠を下ると肘川を渡り愛媛県道29号宇和野村線に出る。松山自動車道西予宇和ICを過ぎて宇和高校の先から山を登っていくと43番明石寺である。
次の44番大寶寺までは70km近い距離がある。内子町までは国道56号に沿っているが、ところどころ旧道があり、鳥坂トンネルの手前から鳥坂峠を越える遍路道もある。五十崎駅付近より黒内坊遍路道を進み内子駅の裏に出る。八日市の町並み保存地区を過ぎ道の駅内子フレッシュパークからりから国道379号に入るが、少し北に進んで水戸森峠を越えて国道379号へ出るという選択肢もある。突合（つきあわせ）からは2つの経路がある。1つは国道379号で北上し落合から愛媛県道42号久万中山線に入り下坂場峠遍路道を経て宮成へ出て、鴇田峠遍路道を越え国道33号に入る行程。もう1つは国道380号線で西に進み旧小田町の市街地と、その先の父二峰を経て農祖峠を越て国道33号に入る行程である。父二峰からさらに東進し美川を経て45番岩屋寺を先に回る場合もある。

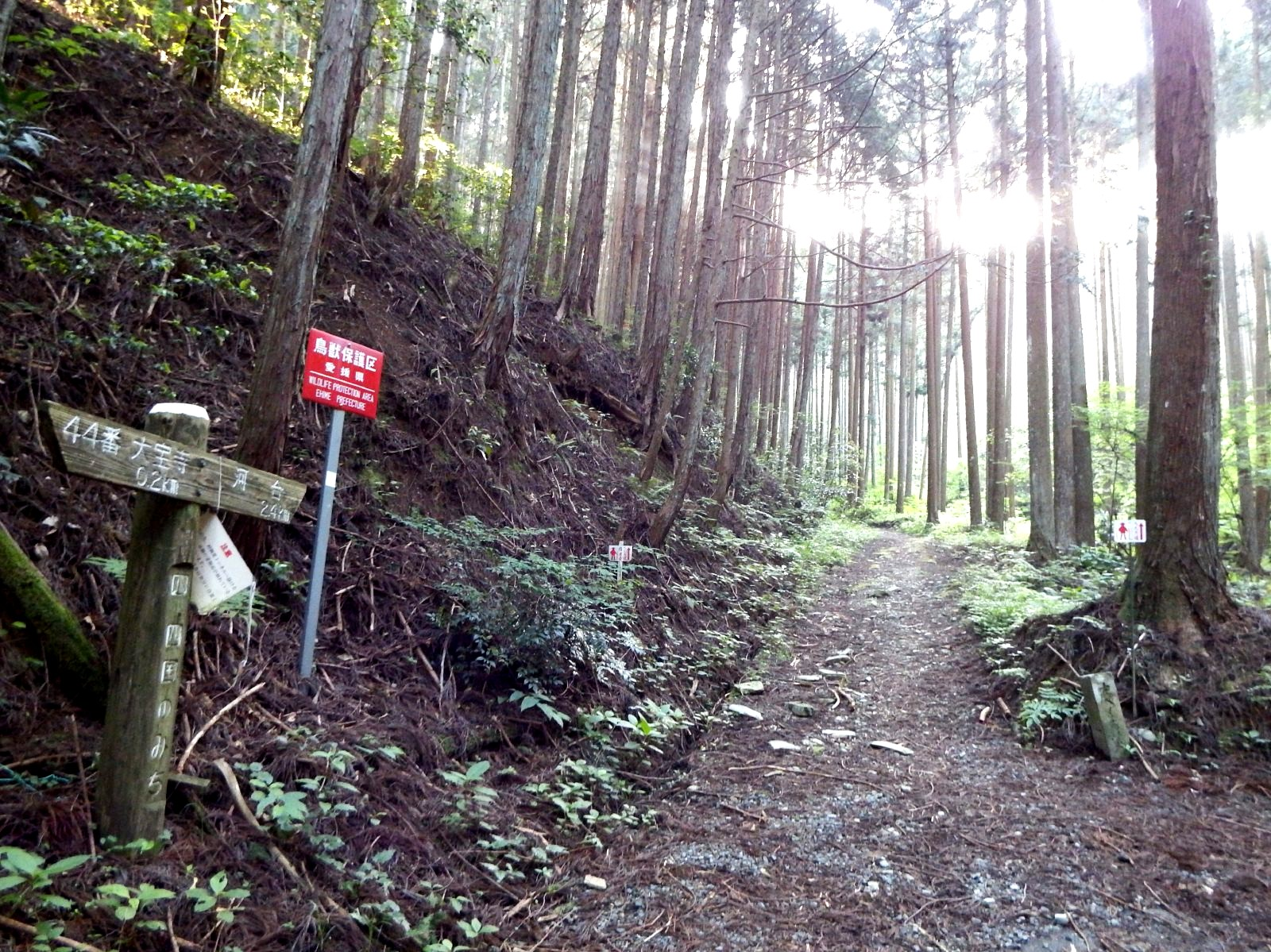
岩屋寺道の始め

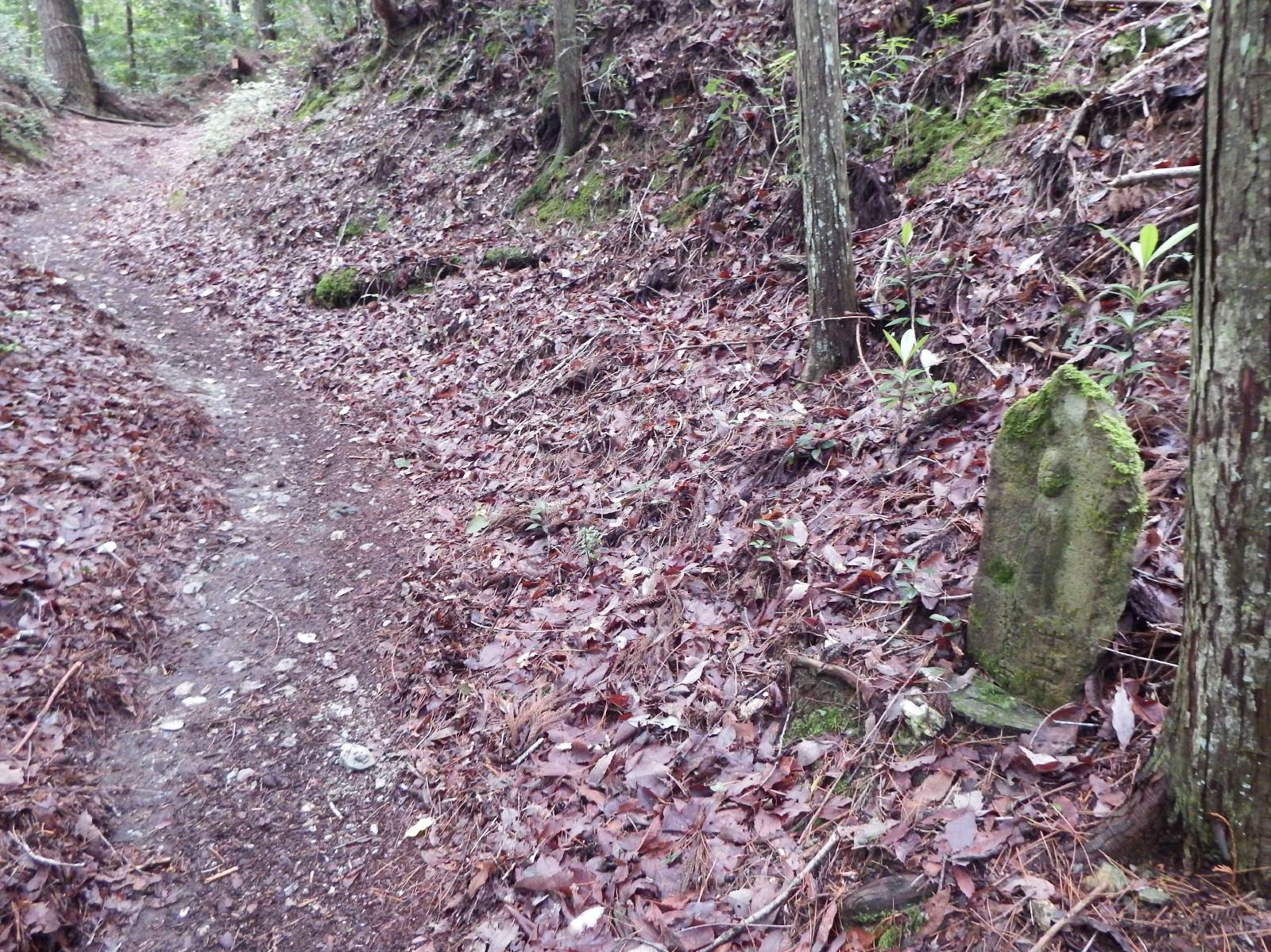
岩屋寺道（史跡）の八丁坂の途中

44番大寶寺から峠御堂（とうのみどう）峠遍路道を越えると愛媛県道12号西条久万線に出る。途中から山道に入り45番岩屋寺まであと2,800mのところから八丁坂があるが、厳しい道なので古岩屋を経て岩屋寺入り口まで県道を歩くことも多いが、昔の人は岩屋寺が霊場中最も修行に適した場所であるから参道は俗界の道を行かず峻険な修行道として大師宝号を唱えながら登った。
46番浄瑠璃寺に行くには国道33号まで戻ることになる。県道12号の河合から高野を経て仰西に至る千本峠遍路道があるが、夏場は草が繁茂し通行に支障があるので峠御堂トンネルを通って久万に戻る場合が多い。国道を三坂峠まで進み三坂峠遍路道に入る。この道は旧街道でところどころ石畳が残る。桜集落より舗装道となり46番浄瑠璃寺に至る。この先は当分市街地の中を歩くことになる。47番八坂寺、48番西林寺、49番浄土寺、50番繁多寺、51番石手寺と札所間距離が短いのでそれぞれ10分から50分程度で次の札所に着く。
51番石手寺から52番太山寺へは道後温泉を経て松山市街地の北側を歩くのが最短距離である。御幸町から北上し鴨川を過ぎて西へ進むと田が広がる。予讃線の踏切を過ぎ、小高い山の麓を回り込むとやがて52番太山寺の一の門が見える。引き返して53番円明寺へは愛媛県道183号辰巳伊予和気停車場線でほぼ一直線である。
54番延命寺まで34km余り、堀江港入り口を過ぎると響灘に沿った県道を北条の市街地まで行く。ここから国道196号に入ることができるが、立岩川から浅海駅付近まで腰折山麓の旧道を歩くのが一般的である。瓦工場が並ぶ今治市菊間を過ぎ、大西駅付近から西進するとまもなく54番延命寺である。
今治市内には札所が点在し4か寺は札所間が3km前後で、それぞれほぼ一時間で着く。55番南光坊、56番泰山寺は市街地にあるが57番栄福寺のあたりは田が続き、58番仙遊寺は作礼山 (281m) の山上にある。遍路道で山を下り、また少しずつ家並みが多くなり伊予富田駅手前で突き当たる愛媛県道156号桜井山路線を東に進むと59番国分寺である。

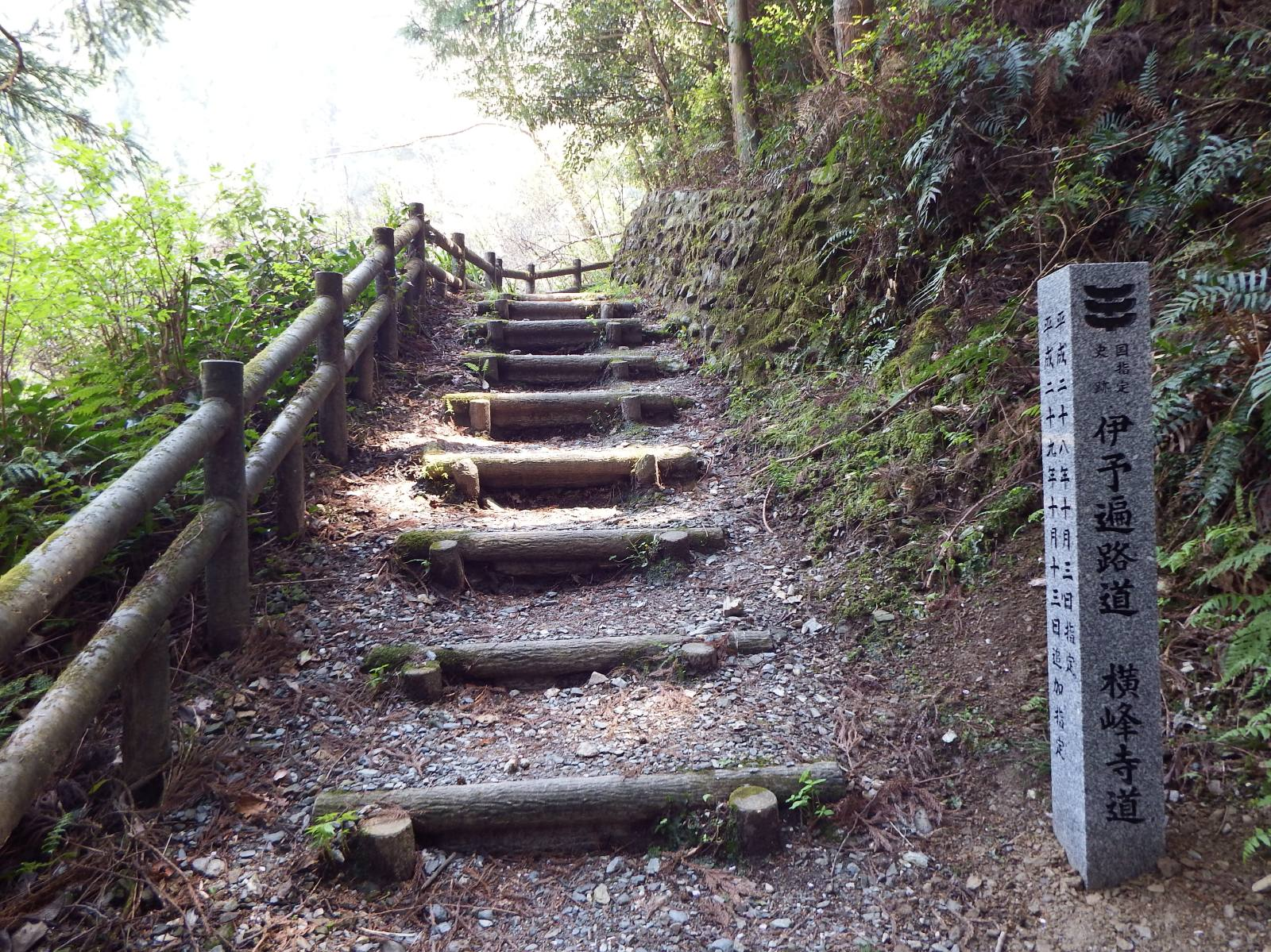
横峰寺道（史跡） 湯浪コース

山岳寺院の60番横峰寺までは27kmある。登山口までの25.4kmはほとんど国道や県道などの舗装道路を歩く。最後の山道1.6kmは整備されているが厳しい登りが続き、所要1時間程度である。61番香園寺への下りは1km余り砂利道の林道を進み、山道に入る。一部急坂の部分があるが道も標識も整備されていて歩きやすい。山道部分6.4kmの下りには所要2時間程度。山を下った西条市にある3か寺の間はそれぞれ1km余りで所要20分足らずで歩ける。62番宝寿寺も63番吉祥寺も国道11号沿いにある。64番前神寺へは旧道で3.4 km。近くには湯之谷温泉があり、宿泊も日帰り入浴もできる。
65番三角寺までは約45km、途中の伊予三島駅近くまで国道11号が通っていてそちらが最短距離ではあるが、新居浜市東端の一部の区間を除き遍路道や旧道が沿っていてこちらのほうが歩きやすい。三島から南方向に進むが、松山自動車道の高架を潜って銅山川発電所の先から遍路道を進む。
65番三角寺を出ると、蛇行した緩い下り坂が続く、平山で愛媛県道・高知県道5号川之江大豊線と交差、さらに高知自動車道の高架を潜ってしばらく行くと国道192号に合流するので雲辺寺登山口まで進む。徳島自動車道の高架下から急な登山道を約3km上ると林道に合流する。国道の途中境目トンネルが徳島県との県境である。トンネルの手前の七田から境目峠を越える旧道がある。また、七田からは曼陀峠を越える遍路道もあり、徳島・香川の県境を通る林道に接続して66番雲辺寺に至ることもできる。

### 讃岐の遍路道
涅槃の道場（66番雲辺寺から88番大窪寺および東かがわ市長野または引田まで）
雲辺寺山観音寺側山道は標識も整い、道も整備されていて歩きやすい。登山口から香川県道240号粟井観音寺線で岩鍋池まで進むと67番大興寺まで2km足らずである。68番神恵院へ向かうには北に進んで国道377号へ出る。観音寺市新田町から池之尻へ向かい香川県道6号込野観音寺線に入る。予讃線の踏切を越え市の中心部を通過してり三架橋を渡ると琴弾八幡宮の山が見える。この麓に68番神恵院と69番観音寺が同居している。
財田川の河畔道を東に進むと約1時間で70番本山寺に着く。71番弥谷寺へは高瀬駅入り口付近まで国道11号と、沿っている旧道を歩く。高瀬からは香川県道221号宮尾高瀬線を行き、三豊市の竹田交差点の次の交差を右に進むと道の駅ふれあいパークみのの標識が見える。71番弥谷寺はその裏山の上、山道の途中の俳句茶屋から長い石段が続く。

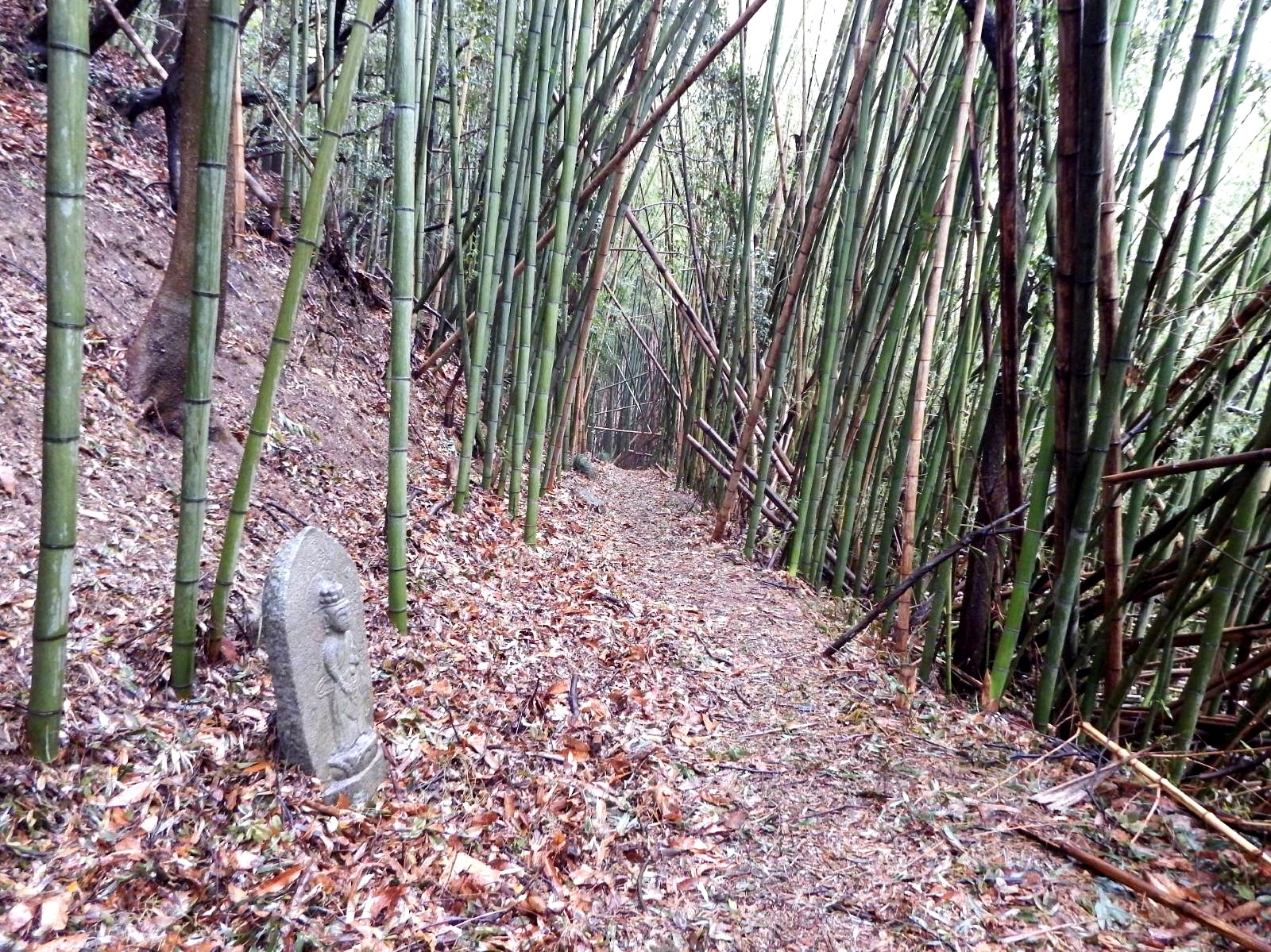
曼荼羅寺道（史跡）の竹林

俳句茶屋からわずかに下ると遍路道が分かれ左へ。竹林の中を歩くと蛇谷池の堤の道になり、高松自動車道の側道から大池の畔を通り国道11号に出るが、すぐに香川県道48号善通寺詫間線に入る。三井之江で右折し細道を辿っていくと72番曼荼羅寺、73番出釈迦寺もすぐ近くである。再び県道に出て右の高台に池が見えてきたら左斜めに分岐する細道に入る。正面に甲山が見えるので麓を回り込むと74番甲山寺である。もう75番善通寺もすぐである。四国こどもとおとなの医療センターを目印に進み県道48号を横断して路地に入ると2つの伽藍の間に出る。普通はまず金堂（本堂）へ参拝するので先に左の東伽藍に入る。西伽藍には御影堂（大師堂）、宿坊、納経所がある。東伽藍の東門（赤門）を出て直進すると土讃線を越えて香川県道25号善通寺多度津線に突き当たる。県道を進むこともできるが、少し東に入り、高松自動車道善通寺ICの下を通る遍路道がある。76番金倉寺を出ると国道11号を横断し、清酒金陵の工場を過ぎるとほぼ一本道で77番道隆寺に約1時間で着く。さらに香川県道21号丸亀詫間豊浜線・香川県道33号高松善通寺線で丸亀の中心を通って進み宇夫階神社手前で右に入ると78番郷照寺である。
宇多津の町並みを見ながら予讃線の高架下で県道33号線に合流、坂出商店街のアーケードを通り、市の中心部を過ぎて予讃線の踏切を渡る。八十場の緩い坂道を登りきると79番天皇寺がある。白峰宮の鳥居を潜って予讃線を渡り県道33号線に入る。80番国分寺までこのまま県道を進むこともできるが、鴨川駅付近から国道11号か旧道に入る場合もある。
80番国分寺から五色台へ上る。家並みの中の道を北へ進み、ため池を過ぎると上りにかかる。急な登りを経て一本松の展望休憩所に着き、ここから少し上ると香川県道180号鴨川停車場五色台線に出る。県道を西に進み陸上自衛隊五色台射撃場入り口付近から林道を北に入り遍路道に合流して西に進むと81番白峯寺である。同じ道を戻り、往路の合流地点で曲らずに直進する。ハイキングコースにもなっている山中の道である。3.4kmで県道180号線に合流し五色台オレンジパーク入り口から根香寺遍路道を行くと82番根香寺に着く。オレンジパーク入り口まで戻り、県道から分岐する鬼無への車道を下る。途中何箇所かヘアピンカーブをショートカットする歩道が設けられている。山口籠神社のあたりで山道に入り鬼無まで下る。予讃線の踏切を通り木津川を渡って岩田神社を過ぎ香東川の河岸道を南下、沈下橋を渡る。高松自動車道と国道11号を過ぎると家並みの間を抜けていく細い道に遍路道標識がついている。
83番一宮寺から屋島へは高松市内中心部を抜けるが、香川県道12号三木国分寺線を東に進み春日川を北上する経路などもある。市街地なのでいくらでも道筋は考えられるが、わかりやすいのは香川県道172号川東高松線を北上、栗林公園手前で国道11号に入り、高松市番町交差点で国道に沿って右折する経路である。屋島西町交差点を左折し潟元駅前から遍照院前を通って屋島登山道を上ると84番屋島寺がある。屋島山上の西側にある廃業したホテル甚五郎付近から壇ノ浦に向かって下る遍路道がある。かなり急であることと、途中で屋島スカイウェイを横断することに注意が必要である。下りきったら安徳天皇社のところで右折、香川県道150号屋島停車場屋島公園線の合流、少し先で左折し高橋を渡って牟礼北小学校の前から細道を辿り、八栗登山道（香川県道146号八栗牟礼線）を上ると85番八栗寺に着く。下りは山の反対側へ香川県道145号八栗原線を歩く。八栗新道駅前で国道11号に接続する、道の駅源平の里むれの先で旧道に入り道なりに直進すると86番志度寺である。次は門前を左に進み国道11号と交差して香川県道・徳島県道3号志度山川線を南下すると2時間足らずで87番長尾寺に着く。

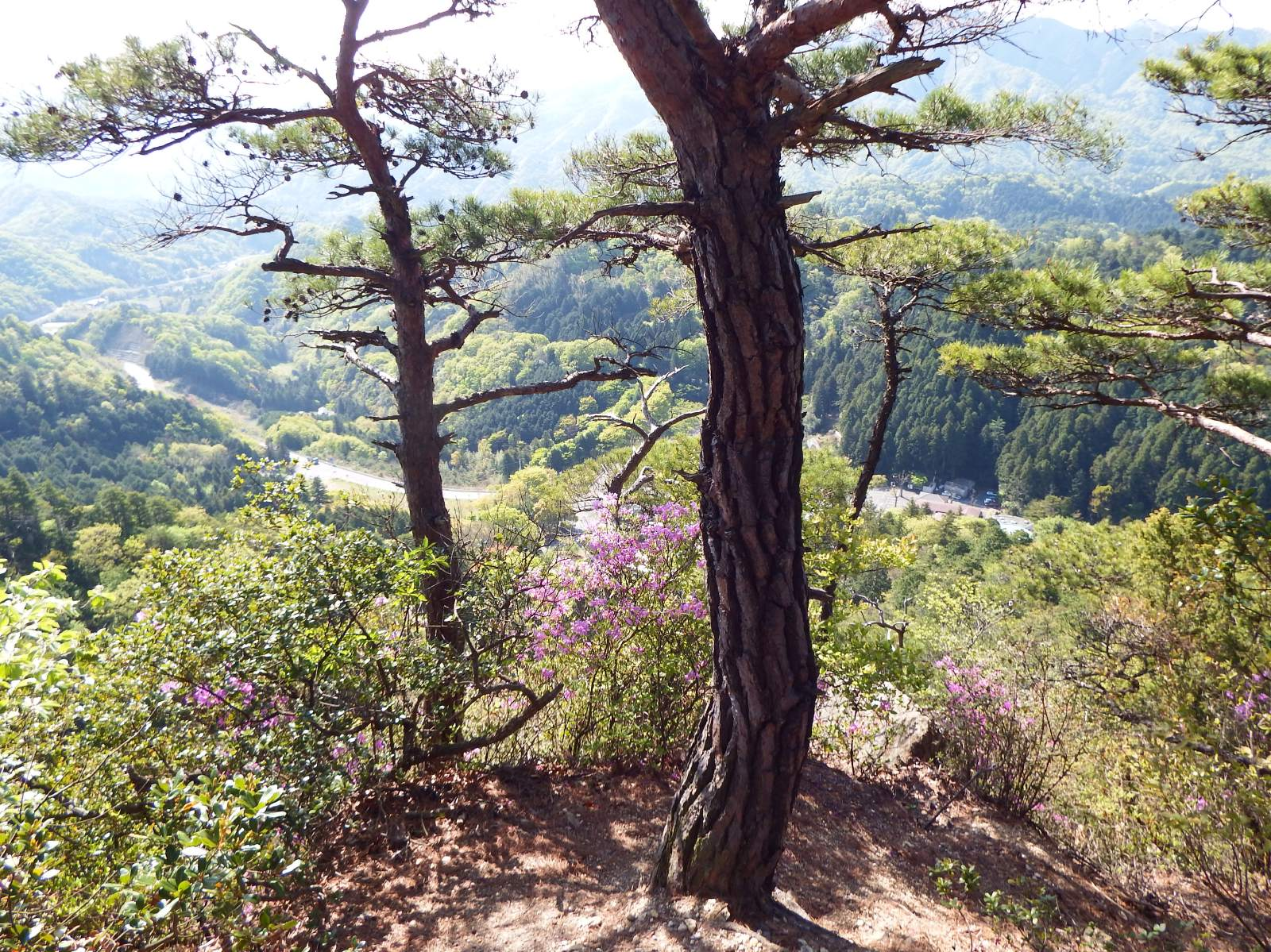
大窪寺の境内目前

88番大窪寺へは、さらに県道3号線を南下する。ダムのある前山から2つの経路がある。昔からの遍路道は前山小学校の先から山道に入り相草へ抜けて助光（すけみつ）から現在の国道377号に沿っている。しかし、ダム湖の先の来栖神社から山道に入り774mの女体山山頂を越える行程を取る人が多い。ただし山越えの道を通ると、山門を通らずにいきなり本堂裏に出てしまう。
補足
66番雲辺寺は住所から言えば阿波（徳島県）であるが四国八十八箇所においては札所番号順に見て讃岐の札所とされてきた。したがって遍路道も愛媛県四国中央市からいったん徳島県三好市に入るが、66番を遍路道の区切りとした。

### 再び阿波へ
（阿波市大影から10番入り口を通り1番霊山寺。鳴門市北灘町から、3番金泉寺付近を通る。または卯辰越を越えて1番霊山寺まで）
1番へは3つの経路がある。国道377号で東かがわ市長野まで同一だが、ここから1つは日開谷川に沿って徳島県阿波市市場町大影に出、香川県道・徳島県道2号津田川島線を南下し阿波市市場町上喜来より東へ向かい10番切幡寺の麓に出て徳島県道139号船戸切幡上板線、徳島県道12号鳴門池田線を通るもの。後の2つは中尾峠を越えて白鳥温泉を通り、再び国道377号線に戻った後香川県道40号白鳥引田線で引田に出て、大坂峠を越えるまで同じで、1つは徳島県道・香川県道1号徳島引田線で3番金泉寺近くまで南下、徳島県道12号鳴門池田線へ出るもの。もう1つは徳島県道41号徳島北灘線で卯辰越を越え大麻比古神社付近から南下して来るものである。
再び1番霊山寺に戻ることによりつなぎ目の無い円になることで完結したとみなし、最寄のターミナルから交通機関を使用する者が多い。さらに、徳島港へ向かい高野山を目指す者もいれば、一旦、帰宅した後、高野山を目指す者もいる。ただし、基本的には88番大窪寺で結願しているため、1番霊山寺に戻る必要は無く、大窪寺からバスに乗るという選択肢がある。

## 遍路ころがし

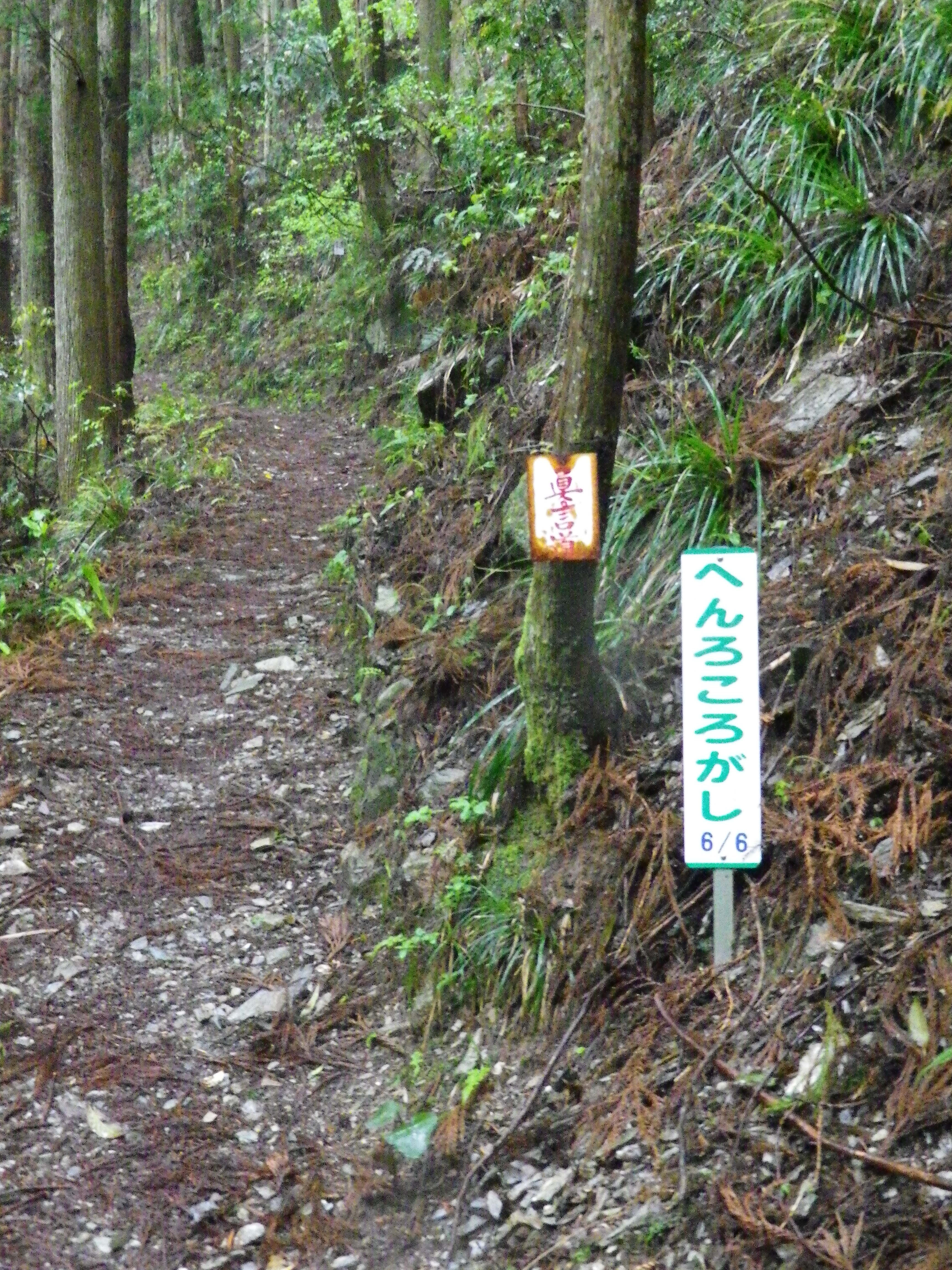
焼山寺道（史跡）の遍路ころがし

山岳寺院札所への厳しい登りの遍路道を、遍路をころげ落とすような道の意味でこのように呼び、次の区間がある。阿波の3箇所は特に「一に焼山、二にお鶴、三に太龍」と言われる。
- 11番藤井寺から12番焼山寺への12.9 km（焼山寺道）
- 徳島県勝浦町生名から20番鶴林寺への3.1 km
- 20番鶴林寺から徳島県阿南市大井への下り2.3 km
- 徳島県阿南市の若杉登坂口から21番太龍寺への1.5 km
- 高松市国分寺町国分から一本松への1.3 km（80番国分寺〜81番白峯寺）

このほかに次の山岳区間も遍路ころがしと呼ぶことがある。
- 27番神峯寺への最後の登り約2km、ここは真縦（まったて）とも呼ばれる。
- 西条市小松町石鎚の登山口から60番横峰寺への1.6 km
- 60番横峰寺から61番香園寺奥の院手前までの約6km
- 三好市池田町佐野から66番雲辺寺への1.8 km
- 66番雲辺寺から雲辺寺観音寺側登山口までの4.3 km

## 復元遍路道

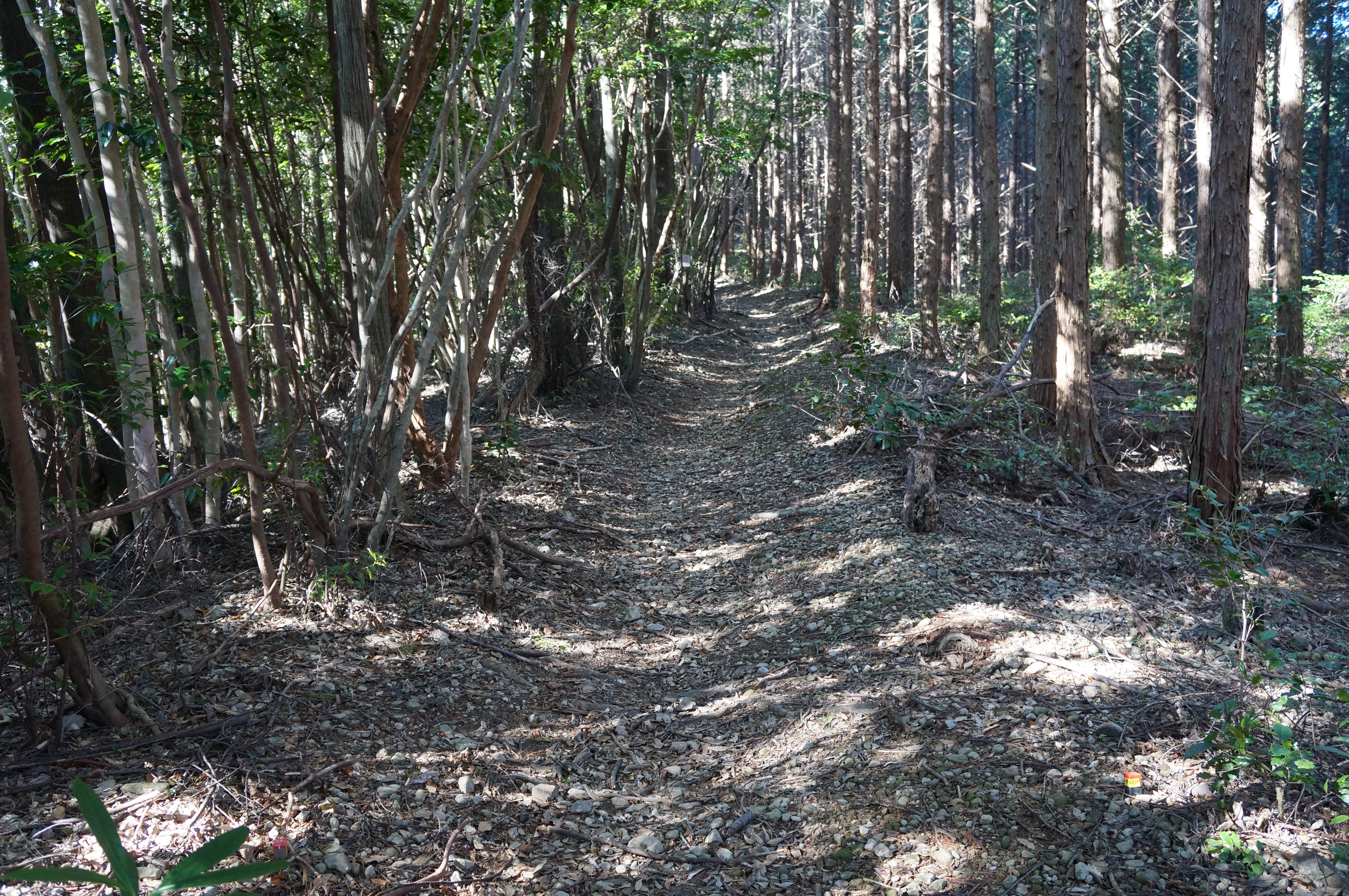
そえみみず遍路道（高知県中土佐町）

廃道となっていたが、近年になって歩きやすく整備された遍路道に次の区間がある。
- 23番薬王寺-24番最御崎寺の間
  - よここ峠遍路道（徳島県美波町：日和佐トンネル区間の峠道）
  - 大坂峠遍路道（徳島県牟岐町：八坂トンネル区間の峠道）
  - 松坂峠遍路道（徳島県牟岐町：内妻トンネル区間の峠道）
- 35番清瀧寺-36番青龍寺
  - 竜・井ノ尻遍路道（高知県土佐市：宇佐大橋南端から宇佐町竜までの区間の峠道）
- 36番青龍寺-37番岩本寺の間
  - 奥大坂遍路道（高知県中土佐町：久礼坂の南側に沿う山道）
  - そえみみず（添蚯蚓）遍路道（高知県中土佐町：久礼坂の北側に沿う山道でかつて土佐往還道であった）
- 37番岩本寺-38番金剛福寺の間
  - 足摺の遍路道（高知県土佐清水市：国道321号と県道27号線沿いのところどころにある野道）
- 38番金剛福寺-39番延光寺の間
  - 地蔵峠遍路道（高知県四万十市：県道344号線地蔵峠から四万十市の西の谷までの山道）
- 40番観自在寺-41番龍光寺の間
  - 松尾峠遍路道（愛媛県宇和島市：松尾トンネル区間の峠道）

## 文化財

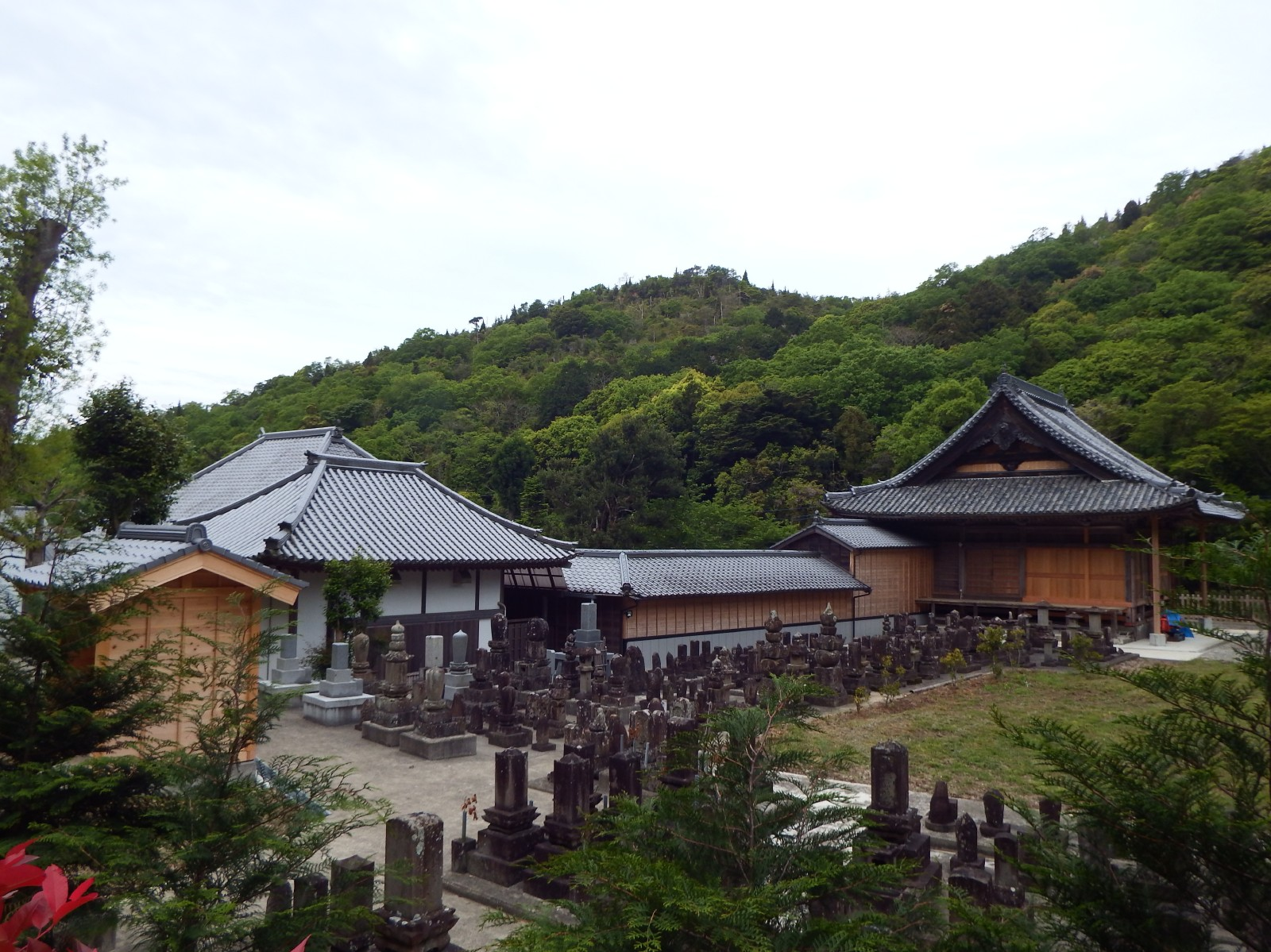
大日寺境内（史跡）背後より撮影

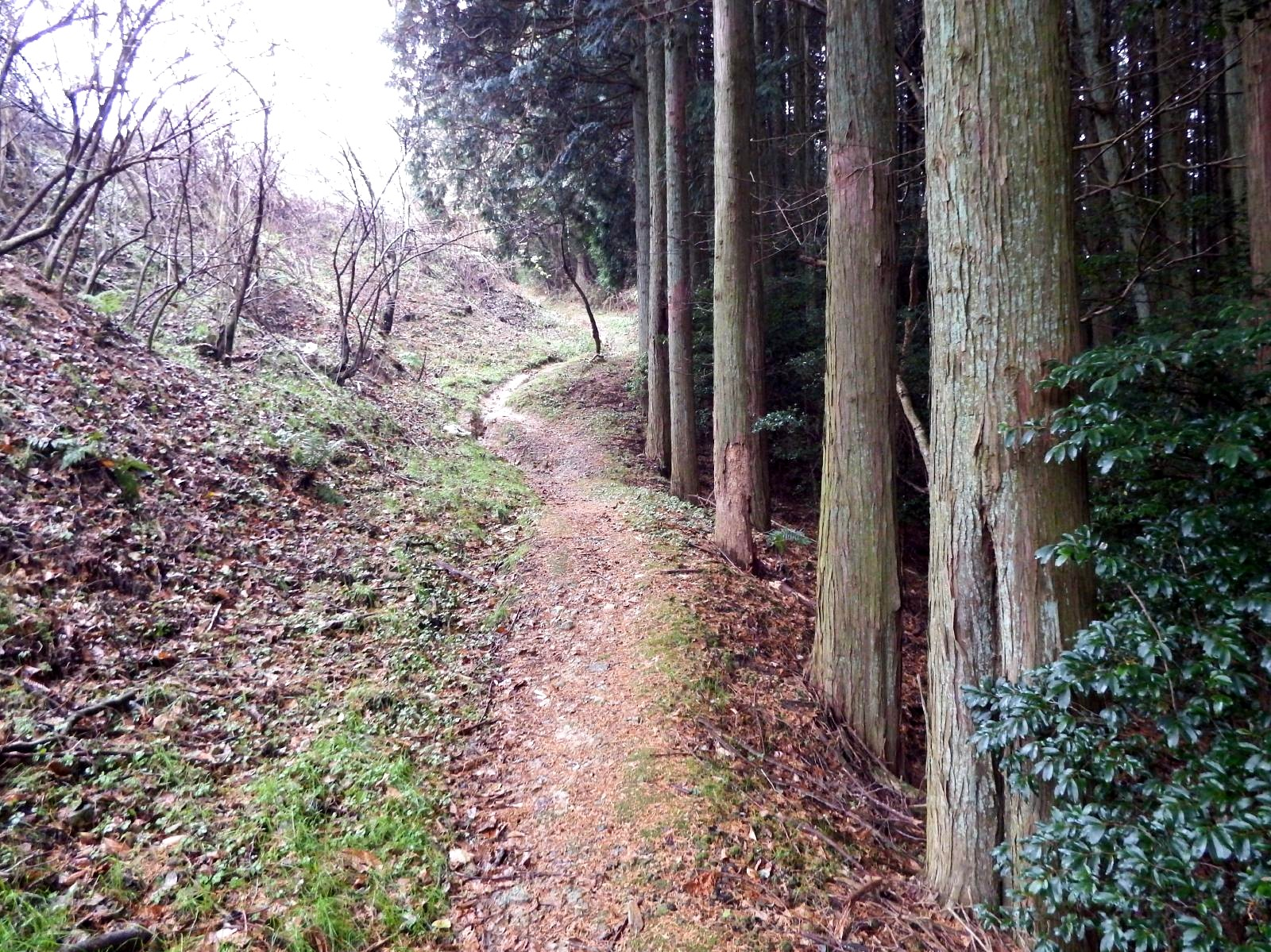
雲辺寺道（史跡）第一区間終点

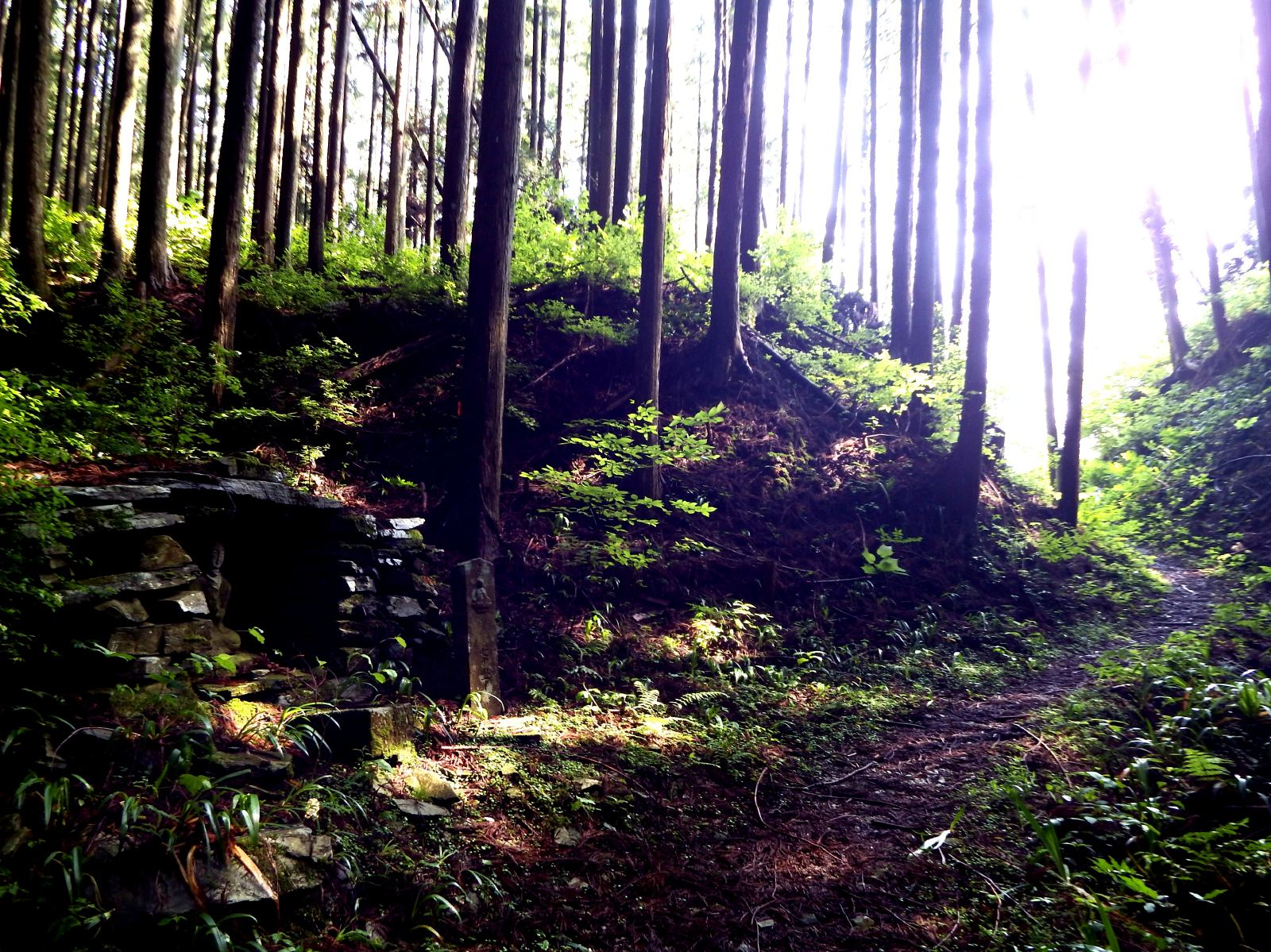
岩屋寺道（史跡）第一区間の峠御堂

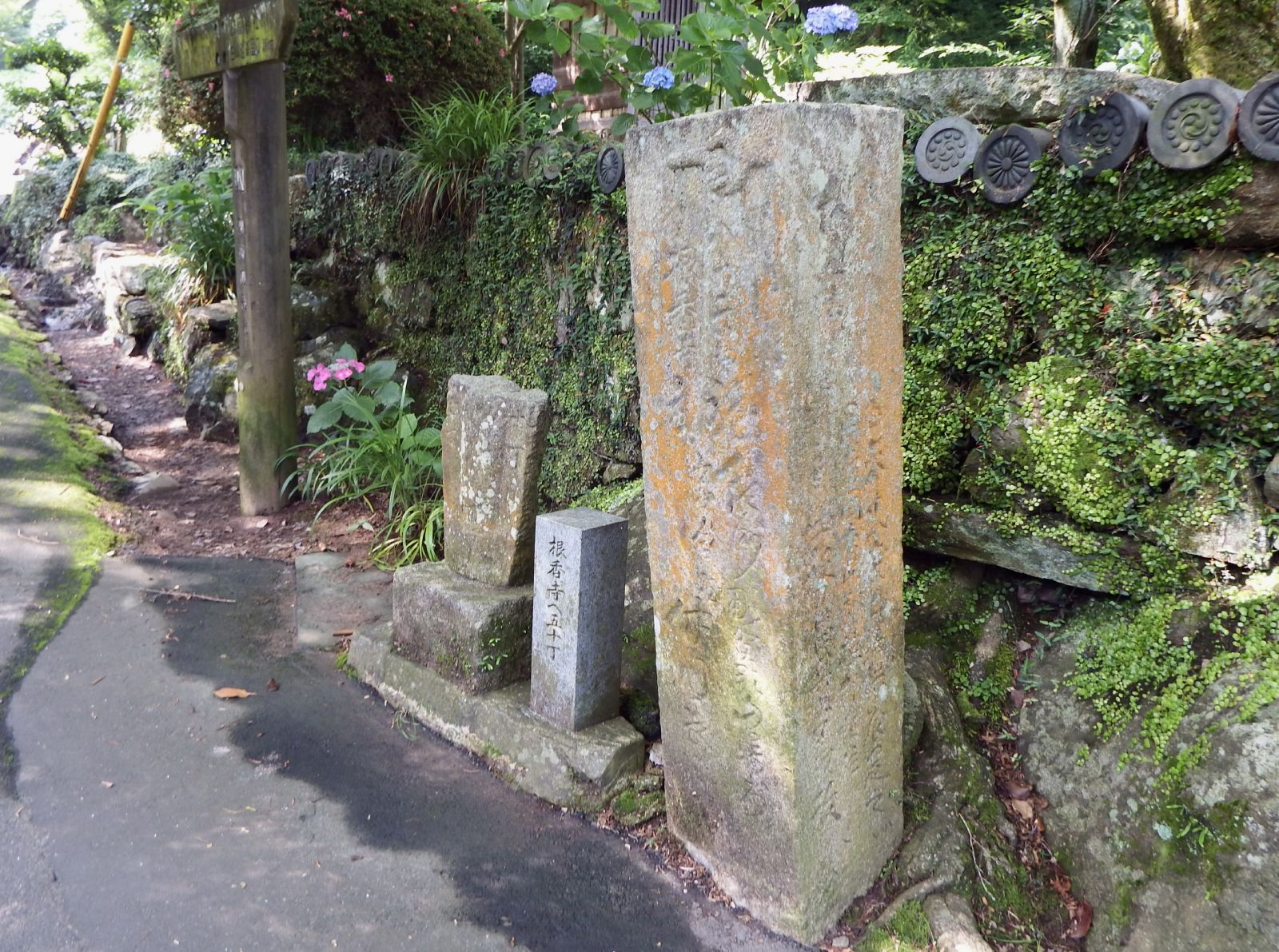
根香寺道（史跡）の起点の道標と丁石

### 国の史跡
四国八十八箇所関連の文化財のうち「国の史跡・遍路道」を順打ちで登場する順に表記する。詳しくは各札所の文化財の項で、出典もその項で、各遍路道の名称の付け方は、その道の先にある札所の名前を冠にする前例にしたがっている。なお、画像は断りが無い限りその先の札所に向かって撮っている。
- 阿波遍路道 - 2010年指定、その後、随時追加指定あり[4][5][6]
  - 大日寺境内（板野町）1ha[7]
  - 地蔵寺境内（板野町）3.6ha
  - 切幡寺境内（阿波市）2.2ha
  - 焼山寺道（神山町）一本杉庵の前後約2.3kmと、左右内谷川から焼山寺へ上がる道のうち0.960km[8][9]
  - 一宮道（神山町）焼山寺境内から下る道で、境内を出て0.953km[8]
  - 常楽寺境内（徳島市）
  - 恩山寺道（小松島市）土佐街道から離れ恩山寺に向う間の0.407km[10]
  - 立江寺道（小松島市）恩山寺から立江寺へ向かい土佐街道に再び合流するまでの間0.483km[10]
  - 鶴林寺道（勝浦町）鶴林寺の手前1.269km[11]
  - 鶴林寺境内（勝浦町）4.6ha
  - 太龍寺道（勝浦町および阿南市）鶴林寺から太龍寺までの約6.7kmのうち、鶴林寺から大井集落手前までの約1.3kmと杉井集落の登り口から太龍寺山門手前の四叉路までの約1.2kmの合計2.645km[11]
  - かも道（阿南市）一宿寺から太龍寺までの約4.8kmのうち太龍寺側からの1.340km[11]
  - 太龍寺境内（阿南市）6ha
  - いわや道（阿南市）太龍寺から平等寺道の分岐点までの2.675km[11]
  - 平等寺道（阿南市）いわや道との分岐点からの0.660km。
  - 平等寺道（阿南市）大根峠（おおねとうげ）の前後601m
  - 平等寺境内（阿南市）約0.56ha
  - 雲辺寺道（三好市）雲辺寺に至る遍路道のうち3区間の合計約2.16km
- 土佐遍路道 - 2016年指定、その後、随時追加指定あり[4][12][13]
  - 最御崎寺道（室戸市） - 室戸岬町の約600m
  - 金剛頂寺道（室戸市） - 室戸市元甲の約650m
  - 金剛頂寺境内
  - 神峯寺道（室戸市） - 室戸市元甲・元乙の約1.1km
  - 清瀧寺境内 (土佐市)　0.8793ha
  - 青龍寺道（土佐市）塚地坂周辺の1.579km
  - 竹林寺道（高知市）竹林寺仁王門下の出入口までの0.651km
  - 禅師峰寺道（高知市）竹林寺道終点近くの分岐より車道が横切る部分を除く0.267km
  - 金剛福寺道（土佐清水市） - 当寺より7里手前の土佐清水市下ノ加江の真念庵周辺約600m、
  - 観自在寺道（宿毛市大深浦）県境の松尾峠までの高知県側の1927.62平方メートル。
- 伊予遍路道 - 2016年指定、その後、随時追加指定あり[4][14][15][16]
  - 観自在寺道（愛南町）県境の松尾峠から愛媛県側の約1.5km。
  - 稲荷神社境内及び龍光寺境内（宇和島市）2.75ha
  - 仏木寺道（宇和島市）龍光寺本堂前0.027km及び仏木寺へ龍光寺から西方向0.453km
  - 明石寺道（宇和島市）歯長峠に向かう山道入口付近から県道31号と交差するまでの約585.8m[17]
  - 明石寺境内（西予市）28.37ha
  - 大寶寺道（西予市）明石寺より0.755km
  - 大寶寺道（西予市・大洲市）大洲藩鳥坂口留番所跡と大洲市の野佐来札掛の間の3.769km[17]
  - 大寶寺道（久万高原町）大寶寺仁王門の前後0.185km
  - 大寶寺境内（久万高原町）
  - 岩屋寺道（久万高原町）大寶寺と岩屋寺の間約8.4kmのうち5区間の合計約6.085km
  - 岩屋寺境内（久万高原町）
  - 浄瑠璃寺道（久万高原町）岩屋寺虚空蔵堂から岩屋寺山門までの約0.373km。千本峠の前後0.881km。
  - 浄瑠璃寺境内（松山市）[18]
  - 八坂寺境内（松山市）[17]
  - 浄土寺境内（松山市）[18]
  - 繁多寺境内（松山市）
  - 横峰寺道（西条市）湯浪休憩所から横峰寺山門までのうち約2.1km
  - 横峰寺境内（西条市）21.69ha
  - 三角寺奥之院道（四国中央市）仙龍寺へ三角寺境内を出た所から4丁石までの約3.7km
- 八幡浜街道 - 九州方面からの巡礼者を四国遍路と結ぶ道
  - 笠置峠越（八幡浜市・西予市）八幡浜市側約1.1km西予市側約0.5kmで標高397mの峠を越えて明石寺へ向かう道。[19][20][21]
  - 夜昼峠越（八幡浜市・大洲市）両市の間の4区間の合計約1.9kmで標高318mの峠を越えて大洲さらに松山方面へ向かう道。[22]
- 讃岐遍路道 - 2013年指定、その後、随時追加指定あり[4][23][24]
  - （答申中）大興寺道（観音寺市）雲辺寺から同寺までの約9kmのうち約1.6km
  - 曼荼羅寺道（善通寺市・三豊市）弥谷寺へ向かう石段分岐から蛇谷池の堤までの0.864km[25]
  - （答申中）曼荼羅寺境内（善通寺市）
  - （答申中）出釈迦寺境内および奥の院（善通寺市）
  - 甲山寺境内（善通寺市）
  - 善通寺境内（善通寺市）22.53ha
  - 根香寺道（坂出市・高松市）白峯寺から根香寺への約5kmのうち2.234km（そのうち約1.2kmが坂出市）[26]
  - （答申中）根香寺境内（高松市）
  - 志度寺境内（さぬき市）約2ha
  - 大窪寺道（さぬき市）約1.5km
  - （答申中）大窪寺境内（さぬき市）